# Belle-Île-en-Mer
Belle-Île-en-Mer, cunoscută mai simplu ca Belle-Île, este o insulă stâncoasă franceză situată în Golful Biscaya (Oceanul Atlantic), la sud de Bretania, în departamentul Morbihan, la 12,3 km sud de Quiberon, și la aceeași latitudine cu Le Croisic la 50 km. Este a treia cea mai mare insulă de pe coasta Franței metropolitane după Corsica și Oléron, și a patra după Insula Jersey dacă sunt luate în considerare Insulele Anglo-Normande. Rămâne a doua cea mai mare insulă metropolitană care nu este legată de continent printr-un pod.
Este compusă din patru comune (Bangor, Le Palais, Locmaria și Sauzon) care formau cantonul Belle-Île, atașat din 2015 la cel de Quiberon.

## Toponimie
Dans scrierile geografului Ptolemeu apare pentru prima dată numele "Vindilis" pentru a desemna Belle-Île. În limba galică, "vindo" înseamnă "alb", sau metaforic "frumos, strălucitor", iar "illis" înseamnă "insulă". Deoarece insula nu apare ca fiind albă, având stânci de șist negru, sensul lui "Vindilis" este deja acela de "insulă frumoasă".
Plinius cel Bătrân desemna, la rândul său, ansamblul insulelor Groix, Belle-Île, Houat și Hoëdic sub numele de "Insulae Veneticae", adică insulele Veneti, un popor celtic de navigatori care a lăsat și numele său orașului Vannes.
În bretona veche, Belle-Île este numită Guedel, Guadel sau uneori Gwedel începând cu secolul al XI-lea (1029, Harta lui Alain Canhiart, conte de Cornouaille). Denumirile sub formele grecești de "kalos nésos" (adică "insulă frumoasă") sau latine "Calonessus" apar pe câteva hărți sau descrieri începând cu secolul al XVI-lea.
La sfârșitul Evului Mediu, numele de Belle-Isle este acum utilizat în limba franceză. Odată cu construcția în secolul al XVI-lea a fortului Palais, ea va fi desemnată în bretonă ca Enez ar Kêr veur, „insula marii cetăți”, mai simplu Ar Gerveur.
Temporar, în timpul Revoluției Franceze, insula a fost numită "île de l'Unité", dar acest nume nu a fost niciodată confirmat printr-un decret. Cincisprezece ani mai târziu, sub Napoleon I, administrația locală a propus noua denumire de "Belle-Isle Joséphine", dar divorțul lui Napoleon a făcut ca această denumire să nu fie niciodată acceptată. Astfel, insula își va păstra numele de "Belle-Île-en-Mer" în franceză, extensia "en Mer" apărând pe hărțile din începutul secolului al XVIII-lea, și de "Enez ar Gerveur" în bretonă.
La numele Belle-Île, uneori se adaugă expresia „la bien nommée”, formulă găsită de poeta locală Éva Jouan, în culegerea ei de poezii „De la grève”, publicată în 1896.

## Situare

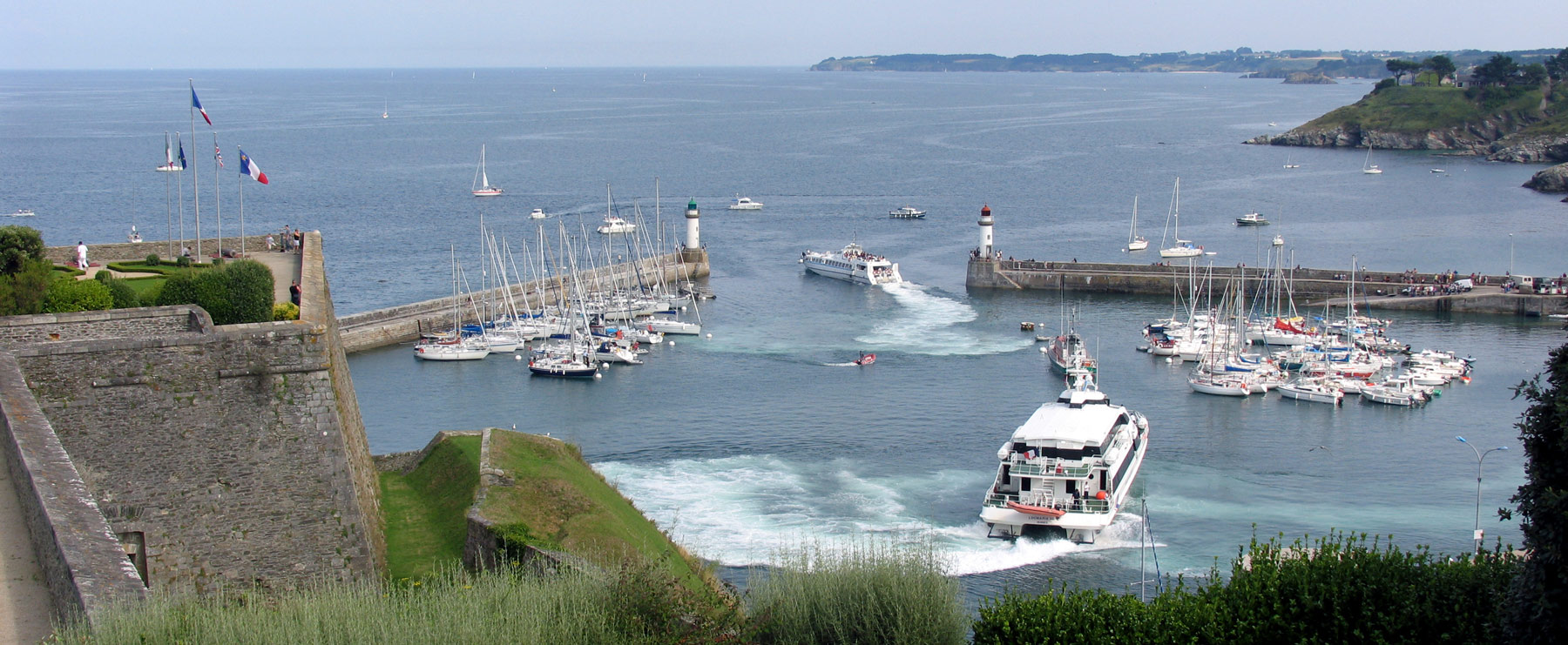
Priveliște asupra radei Palais de pe înălțimile Citadelei Vauban.

Este cea mai mare dintre insulele Ponant, situată la 12,3 km sud de Quiberon, aproape la aceeași latitudine cu Le Croisic la 50 km (26,4 mile marine) și aproape de insulele Houat și Hoëdic. De asemenea, se află la 40 km (21 mile marine) de Port-Tudy (Insula Groix).
Coasta de nord a Belle-Île este limita sud-vestică a Mor Braz.

### Distribuție administrativă
Cele patru comune din Belle-Île, asociate în comunitatea de comune Belle-Île-en-Mer, formează fosta diviziune administrativă numită Cantonul Belle-Île. Acest canton includea, de asemenea, insulele Houat și Hoëdic.
Bangor, așezare situată în interiorul insulei și pe coasta de sud. Le Palais, principalul port al insulei și sediul comunității de comune. Locmaria, așezare situată la capătul estic al insulei. Sauzon, al doilea port din partea de vest a insulei.

### Descriere

Harta tematică a Belle-Île.

#### Relief și geologie

Plaja și portul Kérel din Bangor, cu vârful Bornor în fundal la stânga, iar în dreapta intrarea în Porh Roder.

Belle-Île este cea mai mare dintre insulele bretone, măsurând 17 km lungime și 9 km lățime, având un punct culminant la 71 de metri și o suprafață de 85 km². Este o întinsă masă de șisturi care domină oceanul, având o altitudine medie de 40 de metri, marginită de stânci abrupte săpate de numeroasele văi mici, formate de pâraiele de coastă care se varsă în porturi sau plaje. Cele două cele mai importante au fost utilizate pentru a construi porturile Sauzon și Palais.
Insula este formată dintr-o rocă vulcanică foarte veche (din Ordovician), spre deosebire de peninsula Quiberon și insulele Houat și Hoëdic care sunt formate dintr-o rocă metamorfică granitică. Este partea emergentă a unei formațiuni de origine vulcanică-sedimentară din platoul continental sud-armoricain.
Stratigrafia acestor roci acoperă un interval de timp cuprins între Ordovician și Silurian. Coasta insulei, alcătuită din roci friabile de șisturi și micșisturi, amestecate cu cuarț, cu travertin, suferă o eroziune puternică din partea mării, în special pe fața sud-vestică orientată către larg (Côte Sauvage). Ca rezultat, coasta este foarte zimțată, alcătuită în principal din stânci abrupte. Un martor al acestei eroziuni rapide, insulița Lonègues, care în Evul Mediu era prelungirea promontoriului Poulains, a dispărut practic sub ape astăzi. Extremitatea nordică a insulei este formată din insule conectate la baza principală prin bancuri de nisip, unde marea pătrunde la maree înaltă.

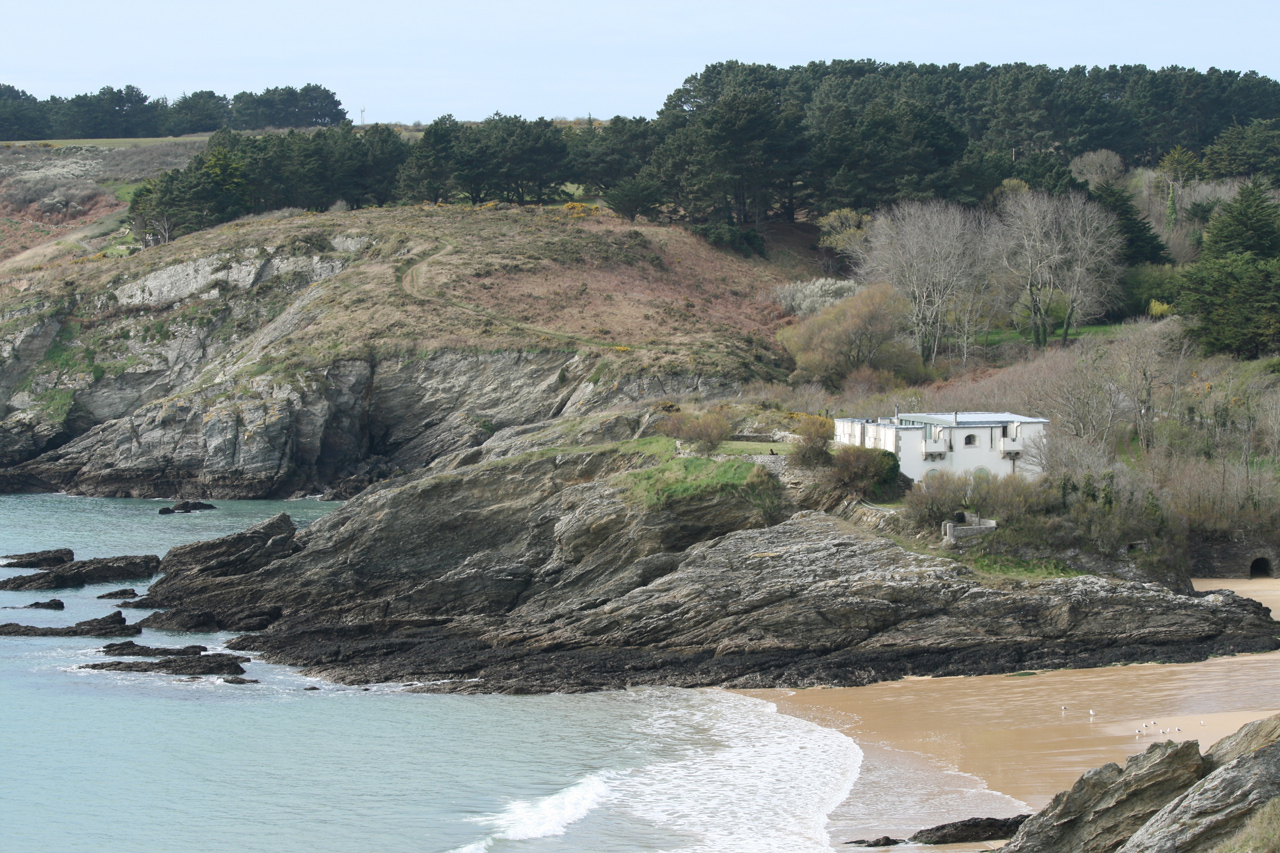
Coasta sălbatică într-o zi însorită, alternând între plaje și stânci.

Pe coasta expusă către nord-est, față de continent și, prin urmare, cea mai protejată, se varsă două râuri estuare care au permis crearea celor două porturi principale ale insulei: Le Palais și Sauzon. Tot pe aceeași fațadă se găsesc cele mai mari plaje ale insulei (Grands Sables și Bordardoué).

Pe coasta sud, bine protejată, se găsesc plaje cu ape mai calde, ideale pentru înot (Port Goulphar, Port Kérel, Dotchot, Herlin etc.); pe coasta vestică se află cea mai spectaculoasă plajă, cea de la Port Donnant, care este susținută de o importantă dună fosilă de nisipuri calcaroase, duna Donnant, formată dintr-un depozit eolian dintr-o perioadă în care suprafața descoperită de Ocean era suficient de mare pentru a produce toat aceast nisip; pe coasta estică se găsesc plajele Port Maria, Port Blanc și Port Andro. Contrastul este puternic între zona centrală expusă vântului, unde câmpiile de cereale se alternează cu tufișurile de brad, și versanții adăpostiți ai văilor cu pajiști verzi, unde se grupează casele albite cu var.

#### Cutremure, valuri mari, calamități
Cutremure
Un seism cu magnitudinea 6 a fot resimțit la Belle-Île-en-Mer pe 5 decembrie 1902 ·  · .
Maree neagră
Scufundarea petrolierului Erika la 55 km sud de Penmarc'h și la 90 km vest de Belle-Île-en-Mer pe 12 decembrie 1999, a avut consecințe devastatoare asupra mediului înconjurător și asupra zonelor costiere afectate · .
Scufundarea petrolierului a dus la deversarea a 30.900 de tone de combustibil pe mare, ceea ce a provocat o catastrofă ecologică majoră. Această poluare masivă a avut un impact grav asupra florei și faunei marine din zona respectivă, precum și asupra zonelor de coastă, inclusiv Belle-Île-en-Mer și Groix.
Operațiunile de curățare și de remediere a poluării au durat șase luni și au implicat eforturi considerabile pentru a elimina sau a limita efectele negative ale scurgerii de petrol asupra ecosistemului maritim și a mediului terestru. Evenimentul a subliniat, de asemenea, necesitatea unor măsuri mai stricte pentru prevenirea accidentelor ecologice similare în viitor și pentru gestionarea adecvată a transportului maritim de mărfuri periculoase.
Furtuni și valuri mari
În noaptea de 3 decembrie 1746, o furtună a făcut ca vasul Le Prince de Conty să se scufunde pe recifele de la Belle-Île, la întoarcerea sa din China. Vasul transporta lingouri de aur topite în China. Vânzarea acestora la licitație în Statele Unite ale Americii a dus la identificarea unor pirați de epave, care au fost ulterior arestați. Lingourile de aur au fost confiscate și restituite Franței, și acum sunt expuse la Muzeul Companiei Indiilor din Lorient.
Pe 21 și 22 decembrie 1911, o maree înaltă a inundat cheiurile din Le Palais.
Le 9 și 10 ianuarie 1924, furtuna a cauzat inundații. Valurile mari au avut ca cauză conjuncția dintre o maree și o furtună excepțională. A inundat cheiurile din Le Palais și Sauzon, a dărâmat digurile portului Groix ·  · .
În timpul furtunii Alex, s-a înregistrat o rafală de vânt de 186 km/h pe 1 octombrie 2020.

#### Clima

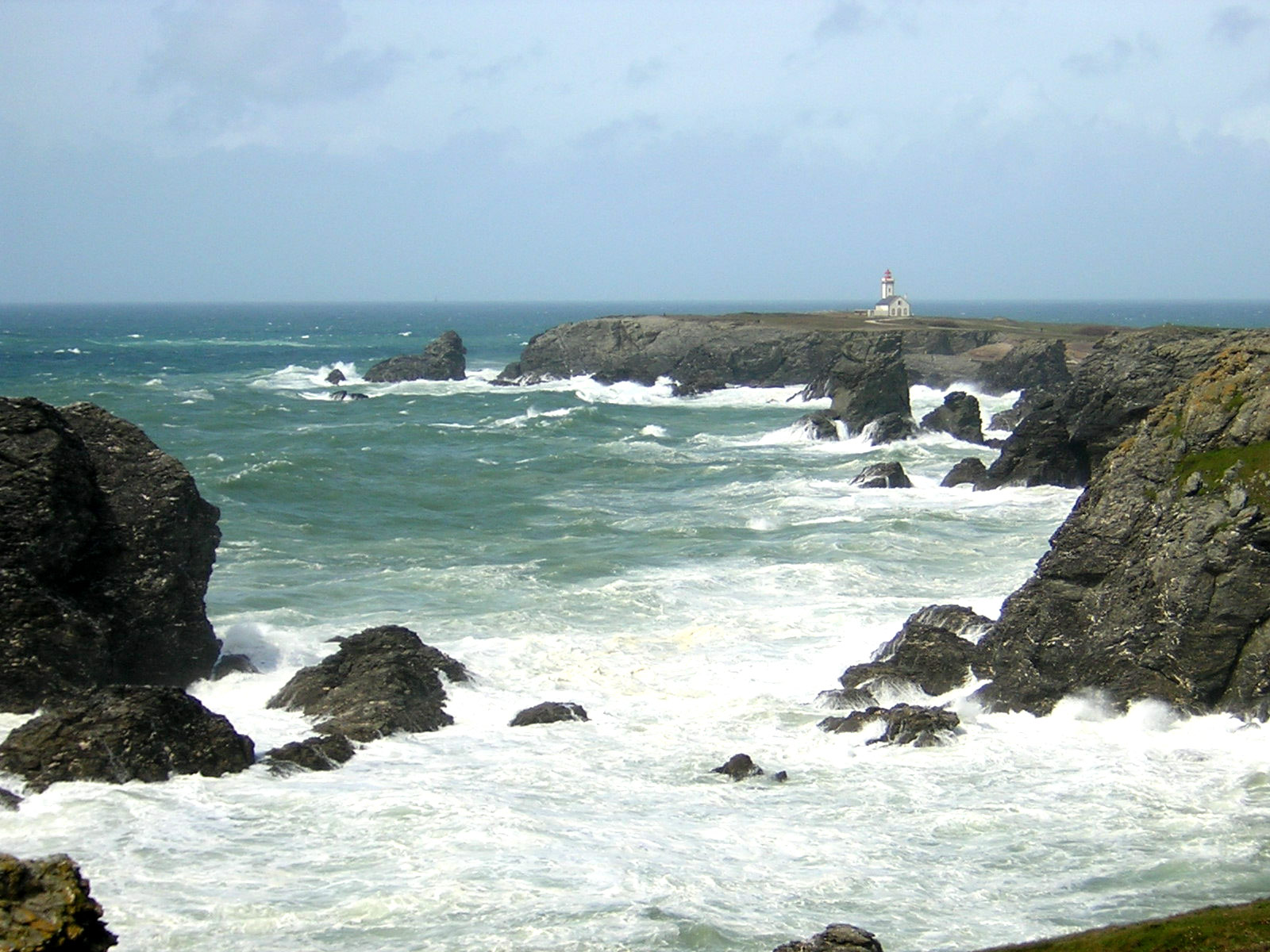
Poulains, lovit de hulă.

Conform Köppen, clima de pe Belle-Île este oceanică (Cfb), la limita climatului supra-mediteranean (Csb). După cum arată tabelul de mai jos, Belle-Île are un sezon uscat (2T > P și P <40 mm) timp de 2 luni în timpul verii și beneficiază de o expunere la soare deosebit de importantă. Cu toate acestea, diferența dintre luna cea mai uscată (iunie) și cea mai umedă (ianuarie) nu este suficient de pronunțată: raportul este doar de 2,52. De la 3 în sus, conform lui Wladimir Köppen, Belle-Île ar fi făcut parte din climatul supra-mediteranean. Cu toate acestea, clima de pe Belle-Île nu poate fi definită ca fiind "foarte" sau "hiper" oceanică, deoarece precipitațiile sunt medii pe tot parcursul anului și scăzute în timpul verii. Înghețurile sunt rare, plouă mult mai puțin decât pe continent, iernile sunt blânde (media minimelor 5,1 °C pentru luna februarie, norme perioada 1960-1990), expunerea la soare este generoasă (2 000 de ore pe an), ceea ce permite, la fel ca și pe malurile golfului Morbihan, plantelor mediteraneene, cum ar fi palmierul, vița de vie, smochinul, să prospere în văile adăpostite.
| Date climatice pentru Belle-Île-en-Mer            | Date climatice pentru Belle-Île-en-Mer | Date climatice pentru Belle-Île-en-Mer | Date climatice pentru Belle-Île-en-Mer | Date climatice pentru Belle-Île-en-Mer | Date climatice pentru Belle-Île-en-Mer | Date climatice pentru Belle-Île-en-Mer | Date climatice pentru Belle-Île-en-Mer | Date climatice pentru Belle-Île-en-Mer | Date climatice pentru Belle-Île-en-Mer | Date climatice pentru Belle-Île-en-Mer | Date climatice pentru Belle-Île-en-Mer | Date climatice pentru Belle-Île-en-Mer | Date climatice pentru Belle-Île-en-Mer |
| Luna                                              | Ian                                    | Feb                                    | Mar                                    | Apr                                    | Mai                                    | Iun                                    | Iul                                    | Aug                                    | Sep                                    | Oct                                    | Nov                                    | Dec                                    | Anual                                  |
| ------------------------------------------------- | -------------------------------------- | -------------------------------------- | -------------------------------------- | -------------------------------------- | -------------------------------------- | -------------------------------------- | -------------------------------------- | -------------------------------------- | -------------------------------------- | -------------------------------------- | -------------------------------------- | -------------------------------------- | -------------------------------------- |
| Maxima medie °C (°F)                              | 10 (50)                                | 10 (50)                                | 11.8 (53,2)                            | 13.9 (57)                              | 16.8 (62,2)                            | 19.5 (67,1)                            | 21.3 (70,3)                            | 21.6 (70,9)                            | 19.9 (67,8)                            | 16.5 (61,7)                            | 13.3 (55,9)                            | 11.0 (51,8)                            | 15,5 (59,9)                            |
| Minima medie °C (°F)                              | 6.4 (43,5)                             | 5.9 (42,6)                             | 7.1 (44,8)                             | 8.5 (47,3)                             | 11.2 (52,2)                            | 13.7 (56,7)                            | 15.4 (59,7)                            | 15.6 (60,1)                            | 14.0 (57,2)                            | 12.3 (54,1)                            | 9.4 (48,9)                             | 7.2 (45)                               | 10,6 (51,1)                            |
| Minima istorică °C (°F)                           | −10 (14)                               | −8.4 (16,9)                            | −4.8 (23,4)                            | −1.6 (29,1)                            | 3.0 (37,4)                             | 5.4 (41,7)                             | 8.2 (46,8)                             | 7.4 (45,3)                             | 6.6 (43,9)                             | 2.0 (35,6)                             | −3.4 (25,9)                            | −6.2 (20,8)                            | −10 (14)                               |
| Umiditate [%]                                     | 81                                     | 59.2                                   | 48.4                                   | 47.2                                   | 43.3                                   | 34.4                                   | 37.1                                   | 40.3                                   | 53                                     | 71.7                                   | 83.6                                   | 81.6                                   | 680,8                                  |
| Nr. de zile cu precipitații                       | 15                                     | 14                                     | 13                                     | 12                                     | 12                                     | 13                                     | 13                                     | 12                                     | 12                                     | 13                                     | 14                                     | 16                                     | 159                                    |
| Sursă: fr „Fiche 56009001” (PDF). meteofrance.fr. |                                        |                                        |                                        |                                        |                                        |                                        |                                        |                                        |                                        |                                        |                                        |                                        |                                        |

#### Vegetația și agricultura
Cu excepția câtorva păduri în ravene, precum valea nordică a lui Port-Maria, nu mai există nicio urmă a vegetației primitive care probabil că a fost o landă forestieră vastă. În secolul al IX-lea, în timpul colonizării de repopulare de către călugării de la abația Saint-Sauveur de Redon, insula a fost împărțită în loturi de aproximativ 10 hectare, fiecare atribuit unei familii, și apoi defrișată. Partea centrală a teritoriului este, de atunci, dedicată agriculturii. În secolul al XVIII-lea, o pădure de pini și castani a fost replantată pe terenuri de lăstărișuri nisipoase de către agronomul Gabriel Bruté de Rémur (1726-1786), care a introdus, de asemenea, metode mai raționale de cultură și creștere a animalelor. Pădurea Geniului, înconjurând fortificațiile Vauban, a fost plantată pentru a ascunde și proteja aceleași fortificații (în special „cavernelor”). Numele vine de la „geniul militar”, inginer care a decis această plantare. Agricultura a devenit cu adevărat prosperă în secolul al XIX-lea (creșterea oilor și a bovinelor, cultura de legume și cereale timpurii, dar și de grâu care necesită activitatea morilor de vânt), și aceasta datorită cererii mari din partea populațiilor care lucrau pentru marinele comerciale, conservele de sardine și șantierele navale. Agricultura pe insulă este în prezent în declin accentuat, dar păstrează mai multe exploatații de creștere a bovinelor și ovinelor, cu culturi asociate de orz și porumb, precum și legumicultură. Coastele sudice și sud-vestice, cele mai expuse la vânt și la ploi, sunt mărginite de o zonă nisipoasă, arsă de stropii sărăți, unde iepurii sunt numeroși; de asemenea, se cresc capre acolo.
Belle-Île, Houat și Hœdic fac parte din unitatea peisagistică a Armorului Morbihan.
În 2021, omul de afaceri Christian Latouche, proprietarul mai multor domenii viticole, a pus în aplicare un proiect de plantare a viței de vie destinată să creeze un soi de vin local organic, care a întâmpinat opoziția unor localnici.

## Istorie

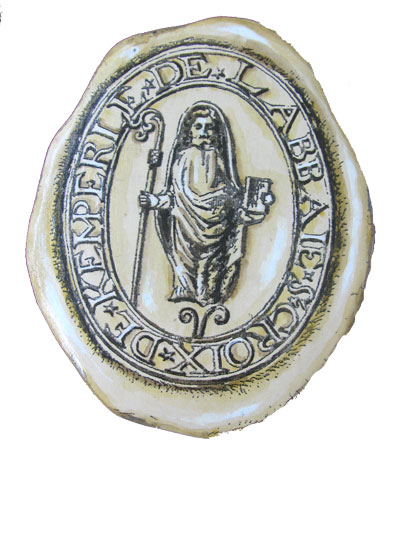
Sigiliul abației Sainte-Croix din Quimperlé, proprietara insulei timp de cinci secole.

### Preistorie
Urma prezenței omului în paleoliticul mijlociu a fost dezvăluită prin descoperirea unei securi de mână aparținând de cultura musteriană la Kergoyet în 1991.
La acea vreme, Belle-Île nu era încă o insulă: s-a separat definitiv de continent în jurul anului 7000 î.Hr., în timpul transgresiunii flandriene.
Faptul că zona a fost ocupată permanent este atestată încă din mezolitic prin numeroasele descoperiri de mobilier, unelte, arme și bijuterii păstrate la muzeul arheologic al Societății polimathice din Morbihan, la Vannes, și la Muzeul de Preistorie din Carnac. Site-uri de locuire din neolitic au fost descoperite la Kerdonis, la Skeul, Kerzo și Deuborh.
În turbăriile de la Ster Vraz din Sauzon, un craniu uman datând din Neolitic a fost descoperit la începutul secolului al XIX-lea de către botanistul Émile Gadeceau. Acesta este păstrat la Muzeul Dobrée din Nantes. Silexurile de origine distală sugerează existența unui comerț maritim între insulă și continent în jurul anului 2600 î.Hr.

#### Megaliții, tumulii și mormintele în movilă

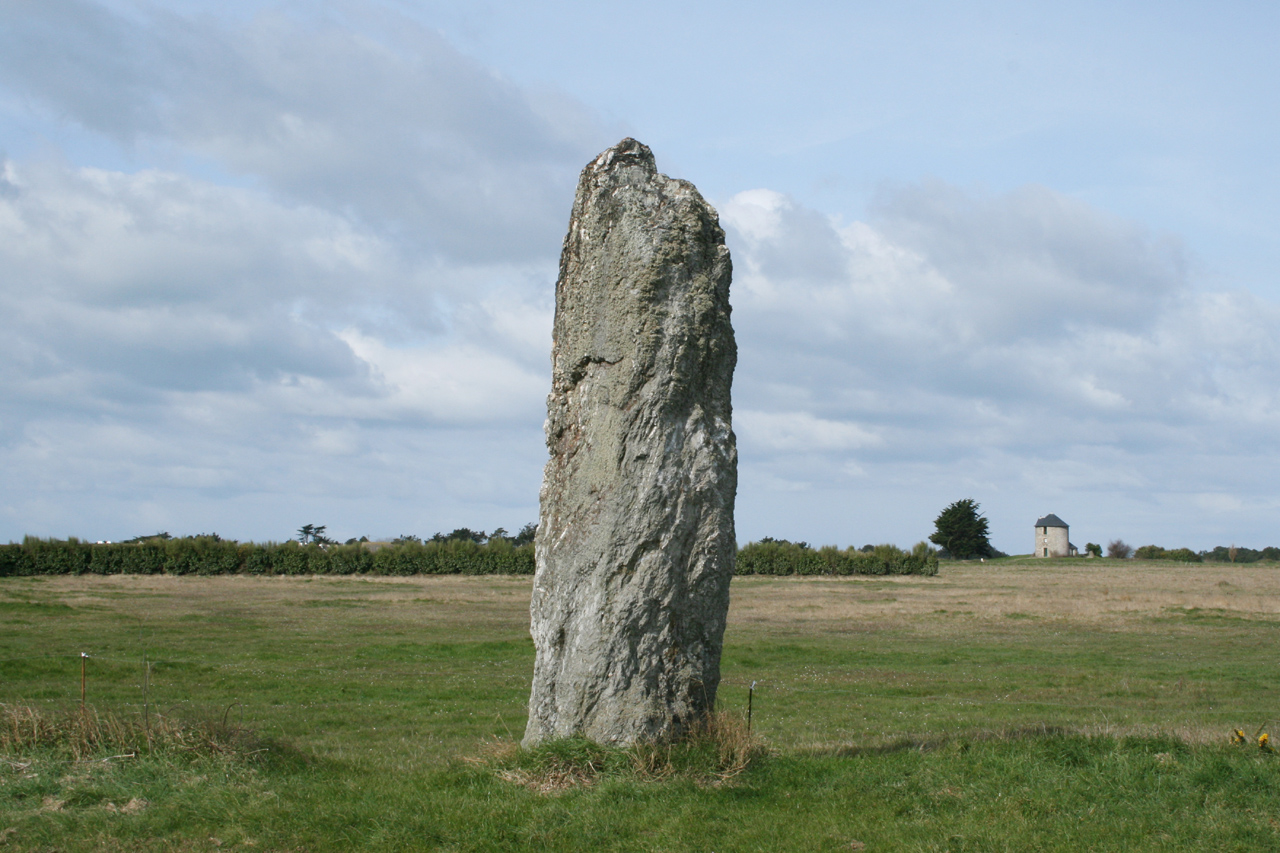
Menhirul Jean.

Pe șirul de menhire care forma un aliniament unic traversând insula în lățime, și ale cărui urme sunt atestate în 1701, doar trei mai sunt încă vizibile (Menhirele de Kervarigeon, Jean și Jeanne de Kerlédan): ceilalți megaliți au fost distruse, unele fiind tăiate în blocuri pentru construcție. În 1989, domnii O. Kayser și Batt, arheologi de la DRAC Bretagne, au descoperit un al patrulea menhir, izolat, marcând un capăt de vale la portul Borderun.
Din numeroșii tumuli pe care-i puteați vedea pe insulă până în mijlocul secolului al XIX-lea, rămâne doar tumulusul de la Borderune: cele de la Kerdavid, Borvran și Kervarigeon sunt foarte nivelate. Cel de la Runello, situat în centrul insulei, unul dintre cele mai impunătoare din regiune, a fost demolat în jurul anului 1830 pentru a recupera pietrele.
În Epoca Bronzului, numărul mormintelor (tumulusul de la Bordelane, Lanno) indică o creștere a populației; probabil ca urmare a dezvoltării navigației în această perioadă. În Epoca Fierului, pe Coasta Sălbatică, mai multe promontorii, deja ocupate în epoca neolitică, sunt fortificate. Cel mai important (cinci hectare), numit local "tabăra lui Cezar", se află pe peninsula Vieux Château, în nord-vestul insulei. Mai multe depozite de turnătorii au fost descoperite, inclusiv unul dintre cele mai importante din Europa, păstrate la muzeul de preistorie de la Carnac.
Un grup de morminte, vizibile în câmpiile de la Bordelane, este estimat a fi din perioada Culturii câmpurilor de urne (bronz târziu, începutul epocii fierului, aproximativ în secolul al X-lea î.Hr.).

### Antichitate
În perioada celtică, Belle-Île este cea mai mare și cea mai departe de 365 de insule (așa cum spune legenda) din arhipelagul Morbihan („mica mare”), unde prosperă poporul navigant al Veneti. Urmele încă vizibile ale eperoanelor fortificate (oppida) care au servit drept tabere pentru armatele veneților demonstrează importanța strategică pe care Belle-Île o putea avea în acea perioadă.
S-au descoperit monede (statere venețiene) și cărămizi datând din perioada gallo-romană. Odată cu căderea Imperiului Roman, începe, ca și în Bretania, colonizarea de către britonii veniți din peste Canalul Mânecii.
Itinerarium Antonini menționează Vendilis pentru Belle-Île și Siata pentru Houat.

### Colonizarea monahală
Colonizarea monahală a fost un aspect important al istoriei insulei Belle-Île. În centrul insulei, în locul actualului oraș Bangor, există încă din vremuri străvechi un priorat care își trage numele de la abația care l-a fondat începând cu secolul al VII-lea. Nu se știe dacă aceasta este abația Bangor din Irlanda, de unde se știe că au venit călugări precum Sfântul Columban pentru a evangheliza Armorica, sau mănăstirea Bangor-Fawr, fondată în Țara Galilor în jurul anului 545 pe Strâmtoarea Menai. În secolul al IX-lea, Belle-Île aparținea comiților de Cornouaille (în Armorica). Insula a fost devastată de vikingi, care au jefuit abația și au alungat o mare parte din locuitori (în jurul secolului al X-lea, locuitorii din Vendilis (numele purtat pe atunci de Belle-Île), alungați de pirații normanzi, s-au refugiat la Guidel, pe terenurile comitelui de Cornouaille, stăpânul lor), ceea ce l-a determinat pe conte să o încredințeze călugărilor benedictini de la Redon: ei au restabilit prioratul în același loc ca predecesorii lor (în locul actualului camping municipal din Bangor). Călugării au pus în aplicare un program rațional de colonizare și valorificare a terenurilor: insula a fost împărțită în patru parohii, iar terenurile lor au fost atribuite sub formă de proprietăți de puțin peste douăzeci de hectare, fiecare fiind atribuită unei familii, contururile acestora rămânând stabile până în secolul al XVIII-lea, formând mai mult de opt sate răspândite.

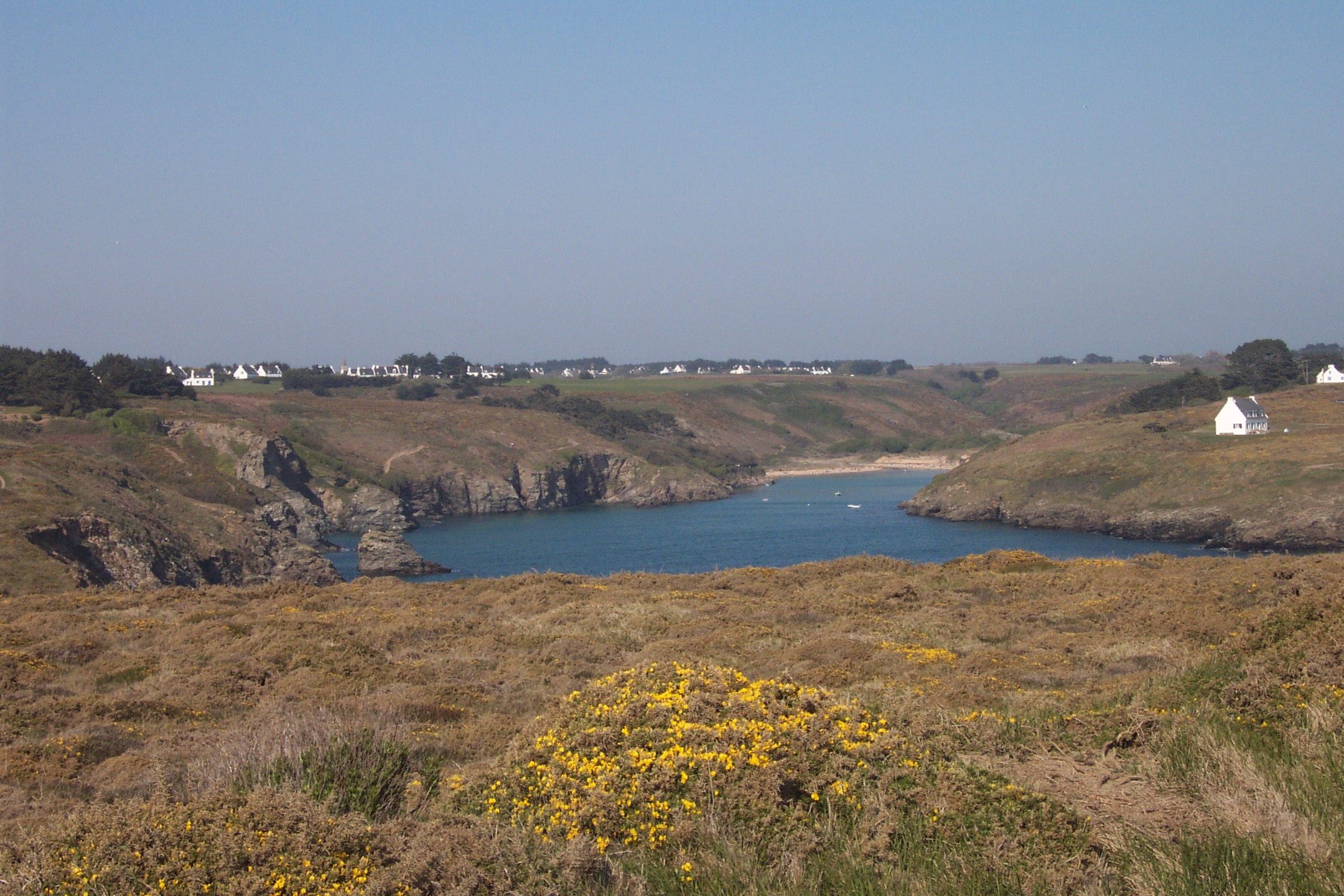
Portul Kerel.

În 1029, insula trece din nou sub o nouă tutelă: contele de Cornouaille, Alain Canhiart, încredințează insula abației Sainte-Croix de la Quimperlé, pe care tocmai o fondase. Ca domeniu aparținând unui ordin subordonat papei, Belle-Île se afla astfel sub tutela juridică directă a Curiei Romane, nefiind subordonată nici episcopiei din Vannes, nici ducatului Bretaniei, ci având o sort de extrateritorialitate insulară. Administrarea insulei era delegată unui preot care avea putere atât spirituală, cât și temporală (drept de justiție de bază, medie și înaltă, care se exercita uneori la Belle-Île, alteori la Quimperlé). În 1408, justiția nu se mai exercită decât la Quimperlé; doi ofițeri sunt desemnați de abatele de la Quimperlé: "oficialul" se ocupă de aspectele spirituale, iar "comandantul" este responsabil de aspectele temporale ale insulei, precum și de apărarea coastei.
Insula era constant ținta atacurilor de către pirați din regiunile învecinate (Saintonge, Charente) sau de către dușmanii din țările mai îndepărtate (Olanda, Anglia). Călugării care au construit o primă fortăreață la Palais s-au dovedit incapabili să respingă aceste jafuri. Belle-Île era o sursă ușor accesibilă de apă potabilă și provizii, fără a exista riscul unui debarcări pe continent. Acest interes strategic nu a scăpat lui Vauban, care în secolul al XVII-lea a transformat fortul existent într-o citadelă la Le Palais, construind mai multe fortificații de-a lungul coastelor și o fântână în apropierea mării, acum numită Bellefontaine, în zona denumită Port Salio. Aceasta era o stație de aprovizionare cu apă potabilă, echipată cu un rezervor care capta apa din sursele de apă, precum și cu un chei de andocare pentru cisternele plutitoare însărcinate cu transportul apei către vasele ancorate în radă. Apa era apoi pompată pentru a umple cisternele navelor.

### Marchizatul

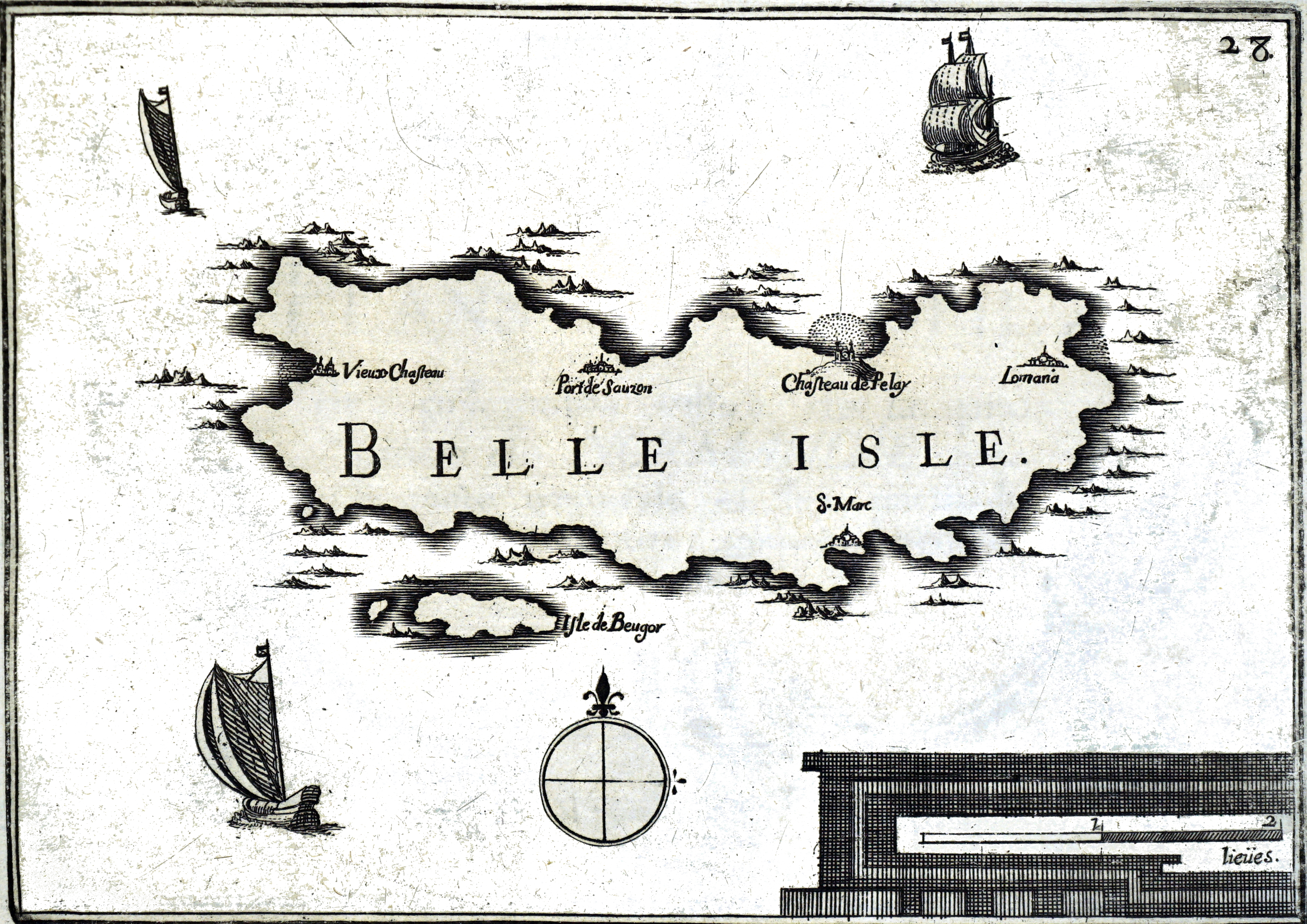
Belle-Île, Christophe Tassin, 1634.

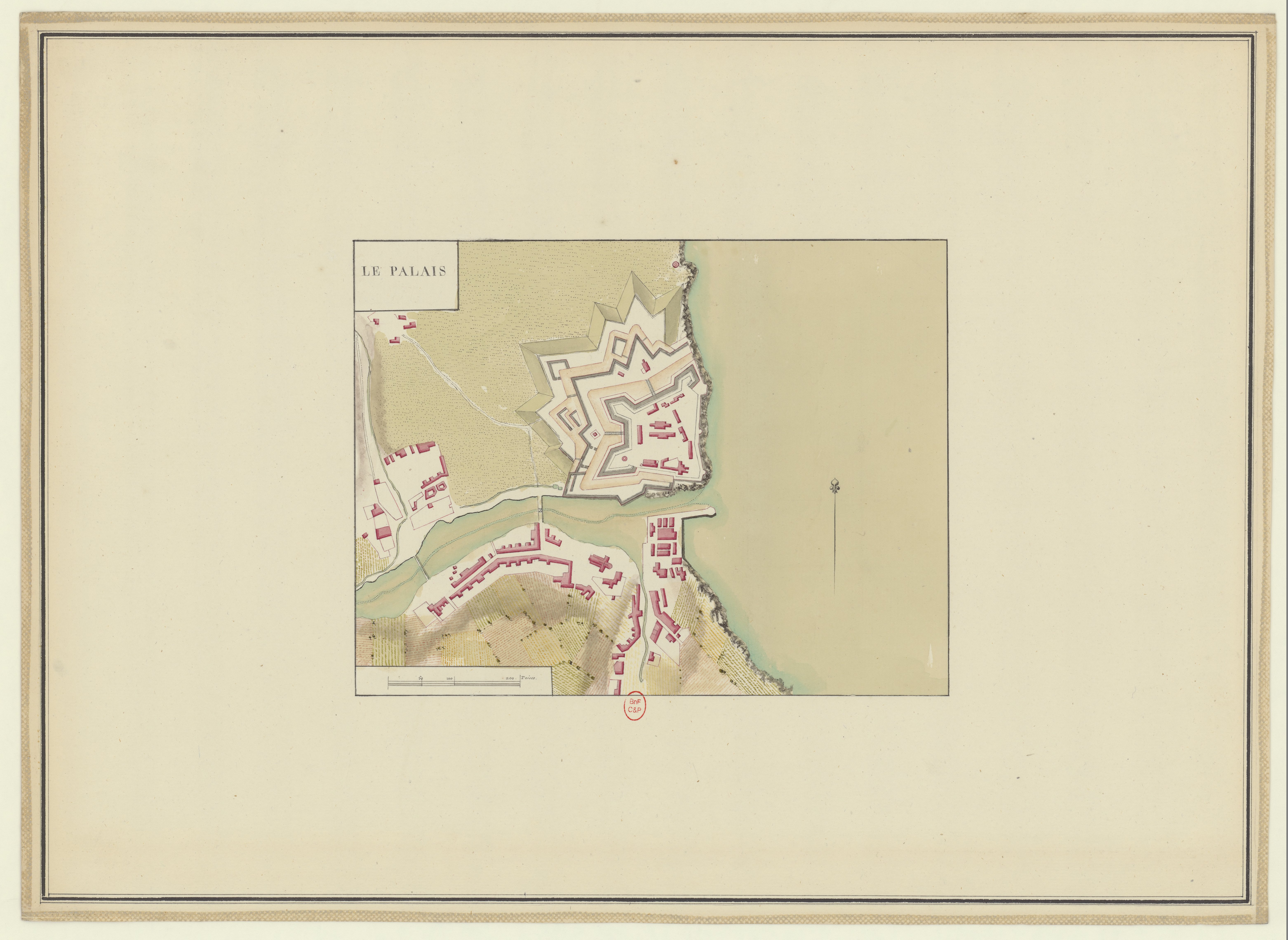
"Le Palais fortificat, 1777."

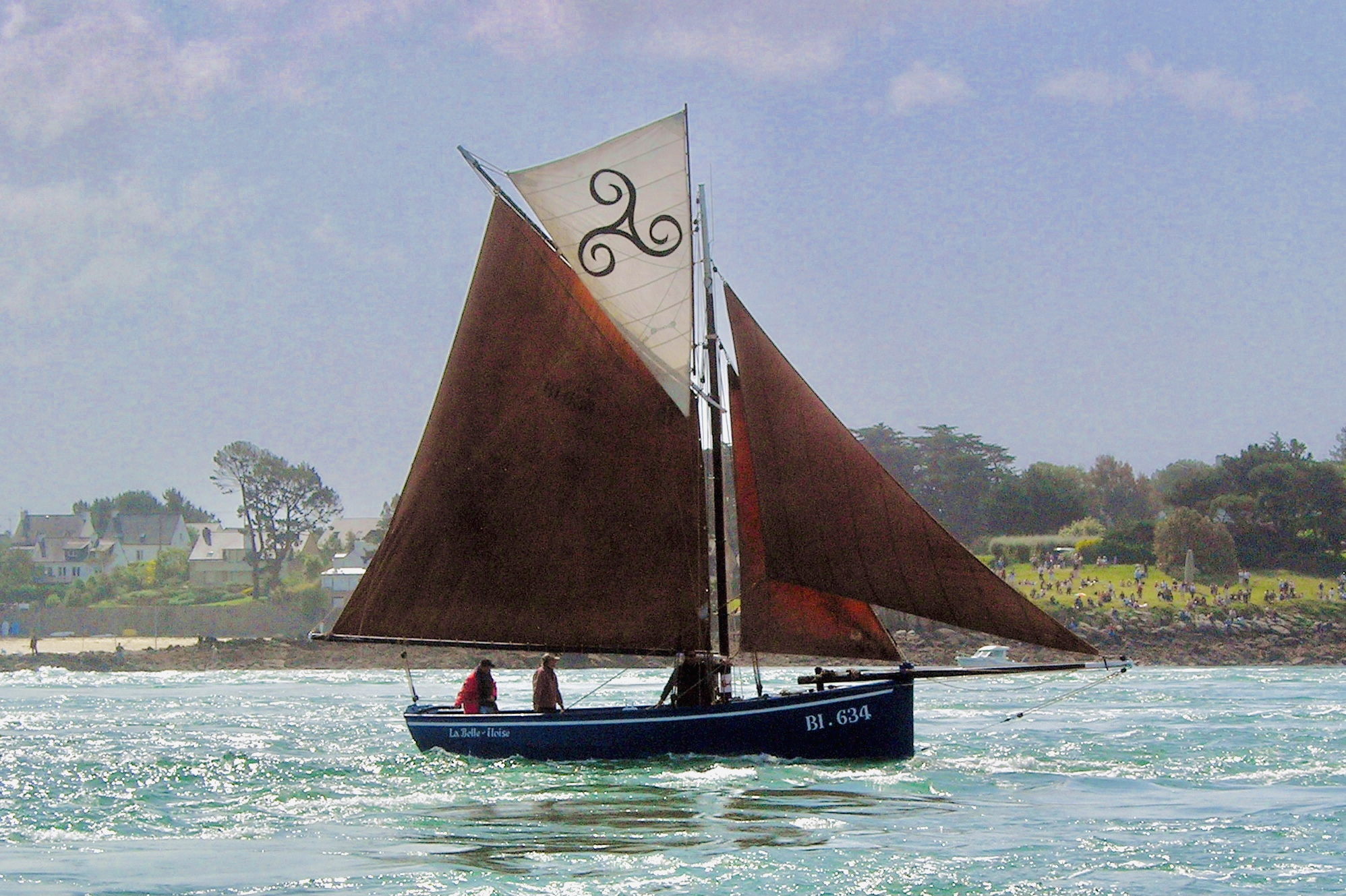
"La Belle-Îloise", o barcă venetă în timpul Săptămânii Golfului.

În 1548, regele Henric al II-lea decide să întreprindă fortificarea și apărarea sa, reconstruind fortul din Palais. Cum insula avea în principal șisturi friabile nepotrivite pentru construcția fortificațiilor, pietrele de granit provenind din demolarea castelului din Auray sunt transportate cu barca către insulă, iar lucrările avansează încet. Călugării se opun, invocând insuficiența bogățiilor insulei pentru a finanța astfel de lucrări importante.
Belle-Île este din nou jefuită în 1567, de această dată de către spanioli.
În 1573, în timpul Războaielor Religioase, insula este ocupată de Gabriel de Montgomery, un comandant militar protestant. Refugiat în Anglia, el vine să sprijine pe Coligny. Garnizoana lui Montgomery este alungată de o flotă armată de Albert de Gondi, duce de Retz. Belle-Île este atunci ridicată la rang de Marchizat în 1573 și acordată de rege acestui fiu de bancher italian, favorizat de Caterina de' Medici, pe care regele l-a făcut mareșal al Franței.
Belle-Île devine acum domeniul unui seneșal. Gondi încep reconstrucția unei fortărețe la Palais și a diferitelor lucrări de pază pe coastă. Insula cunoaște o anumită liniște și o anumită prosperitate datorită acestui proiect. Dar finanțele familiei Gondi, care au datorii grele, nu mai sunt suficiente.
Nepotul și moștenitorul său, Paul de Gondi, cardinal de Retz, un lider al frondei persecutat de Ludovic al XIV-lea și Jules Mazarin, a venit să se refugieze la Belle Isle în vara anului 1654 după evadarea sa din închisoarea din Nantes și urmată de o aventură captivantă. Vărul său, ducele de Retz, având datorii importante, a fost nevoit să pună insula în vânzare în 1658, găsind un cumpărător în persoana superintendantului finanțelor, Nicolas Fouquet, care se afla în plină ascensiune financiară, pentru suma de un milion patru sute de mii de livre.
Nicolas Fouquet provenea dintr-o familie de negustori draperi din Angers, prin tatăl său, și din familii importante de magistrați parizieni, prin mama sa, Marie de Maupeou. Prima sa soție, Louise Fourché (decedată în 1641), era înrudită cu marii magistrați din Rennes, în timp ce a doua sa soție, Madeleine de Castille, era o moștenitoare bogată a unui colector general al Clerului Franței, superintendantul finanțelor lui Gaston d'Orléans. El nu a vizitat niciodată Belle-Île, dar a început lucrări de fortificare, a construit o mică chei și un depozit. Pentru câțiva ani, Le Palais a devenit un port comercial cu zece nave plecând către Spania și Antile. Numit superintendant al finanțelor în 1653, în timpul regenței Anei de Austria, mama lui Ludovic al XIV-lea, el a adus o datorie considerabilă statului către prietenii săi bancheri și a adunat o avere colosală, care i-a permis să construiască Castelul Vaux-le-Vicomte și care i-a adus condamnarea. În 1660, el cumpără funcția de „vicerege al Americilor” și planifică dezvoltarea cu Lumea Nouă prin participările sale la companiile maritime, în special în comerțul cu blănuri din Noua Franță. Insula găzduia mulți oameni care lucrau pentru afacerea lui Nicolas Fouquet.
După arestarea lui Fouquet în septembrie 1661 și revizuirea conturilor sale de către Jean-Baptiste Colbert și vărul său Colbert du Terron, proiectul de extindere a portului a fost abandonat, iar marquizatul a fost preluat de rege. Vauban a fost trimis să întărească apărarea insulei, făcând mai multe călătorii la Belle-Île și elaborând planuri pentru reconstruirea cetății, fortificarea orașului și a diferitelor coaste. Jean-Baptiste Colbert a decis să stabilească noul oraș Lorient ca sediu al Companiei Franceze a Indiilor de Est, care a devenit un important centru comercial începând cu perioada Regenței.
După un proces care a durat mai multe luni, Fouquet a fost găsit vinovat de peculat (abuz în serviciu), condamnat în 1664 la exil și confiscarea averii sale, pedeapsă comutată de rege în închisoare pe viață până la moartea sa în 1680. Confiscarea nu a inclus bunurile personale ale soției sale sau moștenirea copiilor lor, care au păstrat stăpânirea insulei, unde Madeleine Fouquet a continuat să locuiască, construind spitalul Saint-Louis și aducând surorile de la Saint-Vincent-de-Paul. Nepotul lui Fouquet, Mareșalul de Belle-Isle, a continuat să beneficieze de favorurile regelui, fiind numit Mareșal al Franței.
En 1664, Toussaint Conen de Saint-Luc menționează că „locuitorii se dedică în întregime pescuitului, în special al sardinelor, din care fac un mare comerț, transportându-le în Spania și în alte regate străine”. În iunie 1674, în timpul Războiului Olandez, o flotă a Provinciilor Unite condusă de amiralul Cornelis Tromp încearcă să debarce pentru a prelua controlul asupra insulei în scopul de a reduce presiunea militară a francezilor de pe frontul nordic. La 27 iunie, debarcă cu 10.000 de oameni și echipament de asediu, dar după două luni de încercări, decide să plece.
„Ce jour, samedi 24 juin, l’an 1674, parurent 85 navires, frégates, corvettes, flûtes et tartanes hollandaises à la rade de Belle-Isle, dont 5 000 hommes descendirent en ladite Île le mercredi suivant, firent le pillage qu'ils purent, profanèrent les églises de Locmaria, Bangor et Sauzon, remontèrent leurs navires le samedi suivant ; et, pour ce, toutes les paroisses des côtes de la Bretagne parurent à la garde de la côte, chacune en son poste. La même année, il y eut quelque danger de révolte, surtout vers Quimper, et, pour ce, le Roi envoya des cavaliers et fantassins tout l'hiver en garnison. Hœc in favorem posteritatis.”—Notă scrisă de domnul Pierre Le Tallec, preot la Plumergat
„Cele 123 de sate ale insulei au fost construite în întregime de stăpânii Belle-Île și le aparțin în mod direct, la fel ca și pământurile și moșiile care constituie insula. Cu excepția negustorilor bogați stabiliți în orașul Palais și câțiva în sate (Bangor, Locmaria, Sauzon), toți țăranii sunt fermieri și locatari ai senioriei (...). Locuitorii înșiși păzesc coasta. Ei nu plătesc nici un fel de taxe sau impozite.” Țăranii au suferit condiții foarte dure, impuse de stăpânul insulei, considerate cele mai aspre din Bretania; așezați pe exploatații de care nu le aparținea nimic, nu aveau voie să lase niciun teren nelucrat, nu puteau practica pescuitul sau comerțul fără autorizație, erau obligați să presteze munci de slugă "la voința stăpânului" și fără plată, etc..

### Piața Regală

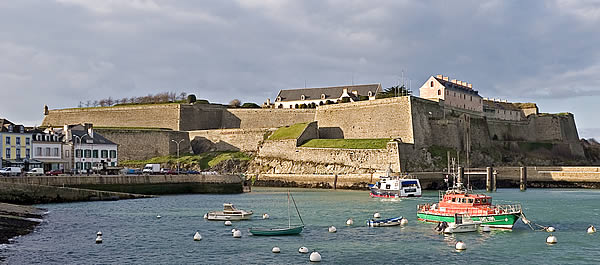
Le Palais, cetatea Vauban.

Vauban este trimis la Belle-Île în 1683 pentru a verifica starea fortificațiilor. La Palais, el constată că locul ales pentru cetate nu este potrivit deoarece este dominat de mai multe poziții înconjurătoare. El privește cu severitate la lucrările anterioare ale designerilor și constructorilor cetății. Mutarea cetății pe cealaltă mal a râului, pe care o propune, este prea costisitoare, astfel că trebuie să se mulțumească să mute satul și biserica Haut-Boulogne, care se află în apropiere, pentru a crea un glacis și pentru a întări cetatea existentă. Dar principalele îmbunătățiri solicitate de Vauban nu vor fi realizate: construirea unor ziduri înconjurătoare în jurul orașului Palais, construirea de apărări adecvate de-a lungul plajei Grands Sables, care constituie un loc de debarcare ideal.
În 1686, trupele coaliției anglo-olandeze încearcă să debarce pe plaja Grands Sables, dar sunt respinse. O stratagemă, care face să se creadă că insula este apărată de trupe numeroase, îi descurajează pe asaltanți să-și continue încercările de debarcare.

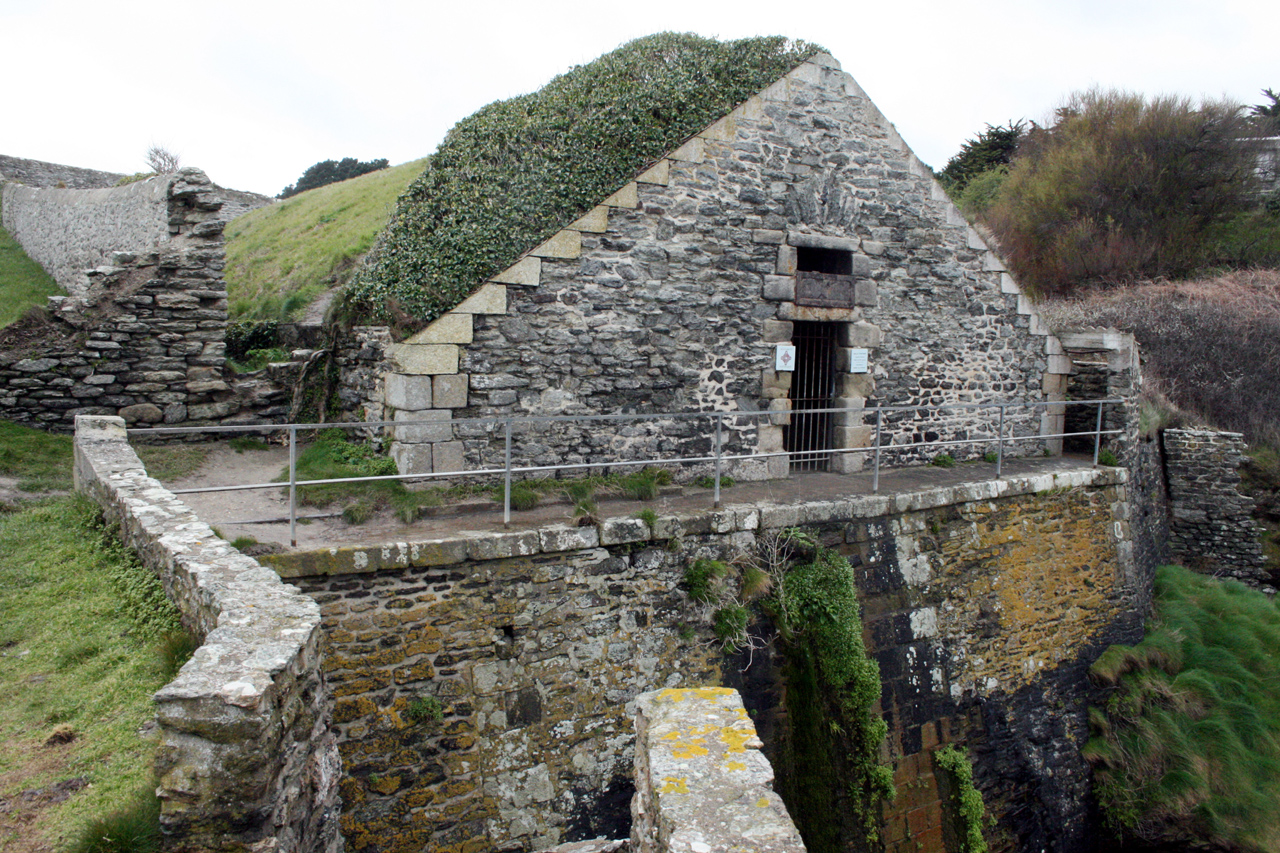
LAiguade Vauban.

Madeleine de Castille, văduva lui Fouquet, moare la 12 decembrie 1716, iar în 1718, insula este cumpărată de regele Franței de la nepotul ei, Louis Fouquet, marchiz de Belle-Isle (1661-1738), apoi este atașată domeniului regal. În 1720, în timpul regenței ducelui de Orléans, insula este încredințată Companiei Franceze a Indiilor de Est, a cărei director era John Law: Le Palais și Sauzon devin porturi libere. Abuzurile care urmează duc la încredințarea insulei unor fermieri generali până în 1759, apoi, începând cu această dată, provinciei Bretania.
Din 1726 până la moartea sa în 1740, guvernatorul Belle-Île este Armand de Mormès de Saint-Hilaire, locotenent general și fost membru al Consiliului de Război.
În timpul Războiului de Șapte Ani, Belle-Île este vitală pentru aprovizionarea cu apă potabilă a flotei franceze.
Englezii se străduiesc să o controleze activ pentru a amenința estuarul Loarei și orașul Nantes. Bătălia navală de la Les Cardinaux (la est de Hoëdic) le asigură supremația în aceste ape locale. În 1761, englezii debarcă pe insulă pe plaja Grands Sables. Redutele sunt construite rapid pe înălțimile Palais-ului, dar nu reușesc să oprească atacatorii, care își instalează bateriile de tunuri pe înălțimi pentru a proteja abordarea, conform scenariului care a motivat cererile (refuzate) de extindere a fortificațiilor de către Vauban. După trei săptămâni, principala incintă fiind penetrată de navele engleze, guvernatorul cetății trebuie să se predea, dar cu onoruri de război. Belle-Île este apoi sub control englez timp de aproximativ doi ani. Apoi, Tratatul de la Paris din mai 1763, consacră dominația engleză pe mare: englezii restituie Belle-Île în schimbul insulei Menorca, pe care francezii o luaseră la începutul conflictului. Comandantul englez, maiorul John Crawford, este felicitat de regele Ludovic al XV-lea pentru blândețea cu care a condus subiecții săi și este gratificat cu un domeniu în numele său pe insulă, ridicat pentru el ca domeniu nobil, unde se va întoarce de mai multe ori să stea. Acest domeniu este acum un cătun cu mai multe case, numit "Craffort", în fundul văii Sauzon (a cărui etimologie vine, într-adevăr, de la saxoni).

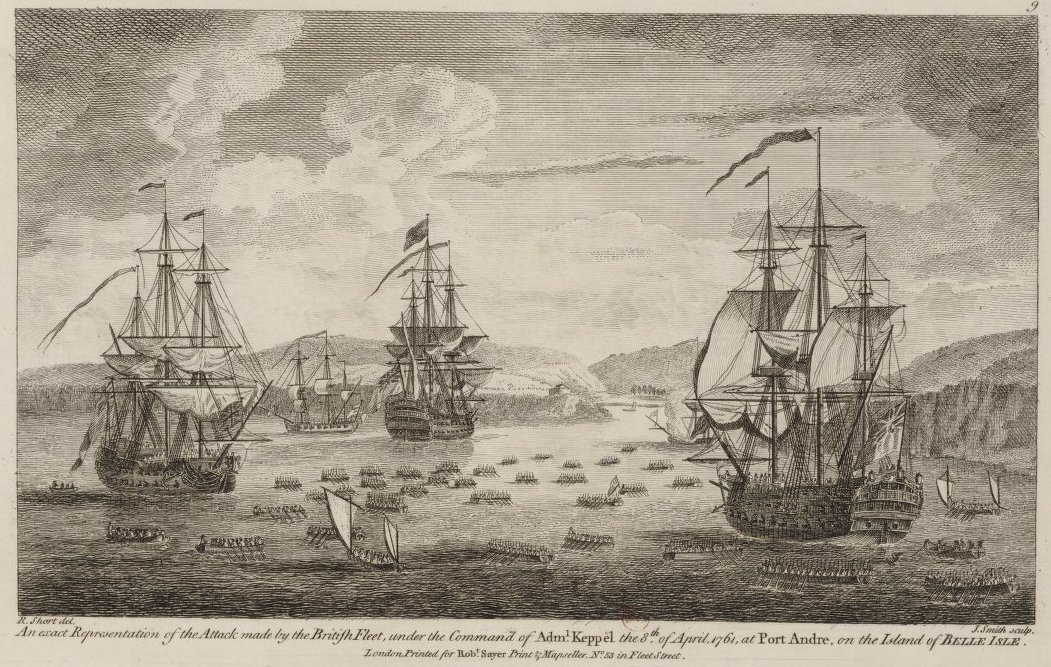
Debarcarea engleză din 1761, în timpul Războiului de Șapte Ani. Insula este ocupată până în 1763.

Din 1765, 78 de familii (puțin peste 300 de persoane) de Acadieni refugiați ai "Marelui Dezastru" din 1755 se stabilesc la Belle-Île.
Aceasta a fost o ocazie pentru o mare operațiune de revizuire a terenurilor numită "afféagement" și pentru efectuarea unui cadastru, unul dintre puținele care există anterior cadastrului napoleonian. Pentru a facilita reabilitarea insulei și pentru a încuraja voluntarii din Belle-Île, precum și pe refugiați, să cultive pământul, fiecare familie primește concesiuni care valorează drept de proprietate: zece hectare de teren arabil, o casă de un model uniform, un loc de treierat, un hambar, semințe, unelte și o sumă de bani. Astfel, terenurile din Belle-Île care aparțin regelui le sunt date. Rezultatul acestei politici este mixt: doar 25% din Acadienii rămân pe termen lung pe insulă, 45% se stabilesc în Bretania sau pleacă către diferite regiuni din Franța, iar 30% către Louisiana, pentru a se reuni cu familiile lor, cadienii, care fuseseră deportați acolo.
În ciuda acestor plecări, populația continuă să crească cu aproximativ o mie de locuitori până la Revoluție. O mare parte din familiile vechi belliloise încă prezente pe insulă astăzi au Acadieni în genealogia lor.
În timpul Revoluției franceze, insula devine o miză importantă în lupta împotriva englezilor, dar nu va fi niciodată atacată. Fortificațiile sale sunt, în acea perioadă și până în 1870, modernizate în mod regulat.
Pe 30 noiembrie 1870, balonul aerostatic Jules-Favre No 2 a decolat de la Gara Paris-Nord, care era asediată de prusaci în timpul războiului din 1870, și și-a încheiat călătoria la Belle-Île-en-Mer după ce a parcurs 548 de kilometri.

### Secolul al XX-lea

#### „Închisoarea copiilor”

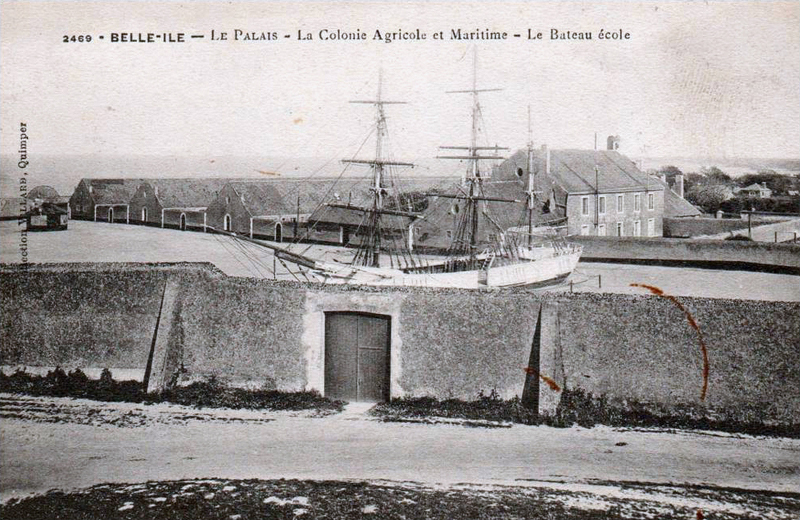
Colonie penală Haute-Boulogne.

Încă din 1902, Ministerul Justiției a înființat la Haute-Boulogne, o colonie penală pentru minori „delincvenți” cu o școală de navigație: Un vas cu velele sale era amplasat în mijlocul curții, dar copiii nu ieșeau în largul mării. Rapid, moșia Bruté a fost achiziționată și transformată într-un „centru de învățământ agricol” și, de asemenea, un centru de mecanică diesel, ceea ce a făcut posibilă creșterea capacității de cazare a copiilor și diversificarea pregătirii acestora. O celebră revoltă a copiilor din 1934 a făcut cunoscute lumii întregi condițiile de detenție (maltratare, violență, viol) care au fost îmbunătățite, dar colonia a fost închisă definitiv până în 1977.
Jacques Prévert (La Chasse à l'enfant) și Marcel Carné (La Fleur de l’âge) au adus un omagiu tinerilor eroi din această perioadă a istoriei Belle-Île, care fuseseră aproape toți capturați de supraveghetori și locuitori ai insulei (în schimbul unei sume de bani pentru fiecare copil adus înapoi, de unde și numele de "vânătoare de copii" folosit pentru a descrie evenimentul).
Les clădirile din Haute-Boulogne (Le Palais), parțial renovate, erau ocupate în 2020 de diferite structuri asociative (Maison des associations, teatrul Vindilis, Tomm Eo - Festivalul Belle Ile On Air, Espace Jeunesse, Restau du Cœur, SISE pentru angajare, Chantiers Nature et Patrimoine). Una dintre clădiri servește drept locuință pentru deținuții implicați în "proiecte externe de muncă penitenciară". Domeniul Bruté este renovat într-un tabără de vacanță, gestionată de asociația OVAL.

### Secolul al XXI-lea

#### Continuarea unei activități agricole
În timp ce existau 64 de fermieri la Belle-Île în anii 1970, în 2020 aceștia au ajuns să fie doar 36, însă numărul lor s-a stabilizat începând cu anul 2010. În anii 1980, producția de lapte a cunoscut o dezvoltare datorită unui serviciu de colectare destinat continentului pus în aplicare de către Lactalis. În 2016, un proiect de fabrică de lactate și brânzeturi a fost propus de către fermierii locali pentru a-și valorifica mai bine producția, dar rămâne, până în prezent, nerealizat, din lipsă de găsire a unei clădiri adecvate, în parte din cauza constrângerilor impuse de legea privind litoralul. Alți agricultori s-au asociat pentru a-și vinde producția în mod direct sub umbrela „coloanelor producătorilor”.

## Navigație maritimă

### Naufragii
Numeroase naufragii au avut loc în apropierea Belle-Île din cauza furtunilor, avarii sau a stâncilor, precum cel al navei Prince de Conty în 1746.
Naufragiul cel mai grav dintre ultimele este cel al petrolierului Erika în 1999, care a provocat o poluare cu petrol și contaminarea a treizeci de kilometri de coastă · .
Conform unui recensământ efectuat de Roland Naudin, 1.558 de bărbați din Belle-Île-en-Mer au dispărut în mare între 1750 și 1918, ceea ce înseamnă aproape 10 pe an în medie, pentru o populație insulară totală de 4.500 de locuitori în 1750 și 8.608 în 1911.

### Porturi
Belle-Île are două porturi principale, cel din Palais și cel din Sauzon, precum și aproximativ douăzeci de porturi naturale care permit adăpostirea navelor. Portul Locmaria (Port-Maria) este mai mic și în prezent nu mai are nicio activitate comercială, fiind doar un punct simplu de ancorare.

### Faruri
Belle-Île este marcată de trei faruri: farul Goulphar, farul Poulains și farul Kerdonis.
Marele Far din Belle-Île (numit și Goulphar, în satul Kervilahouen) poate fi vizitat.

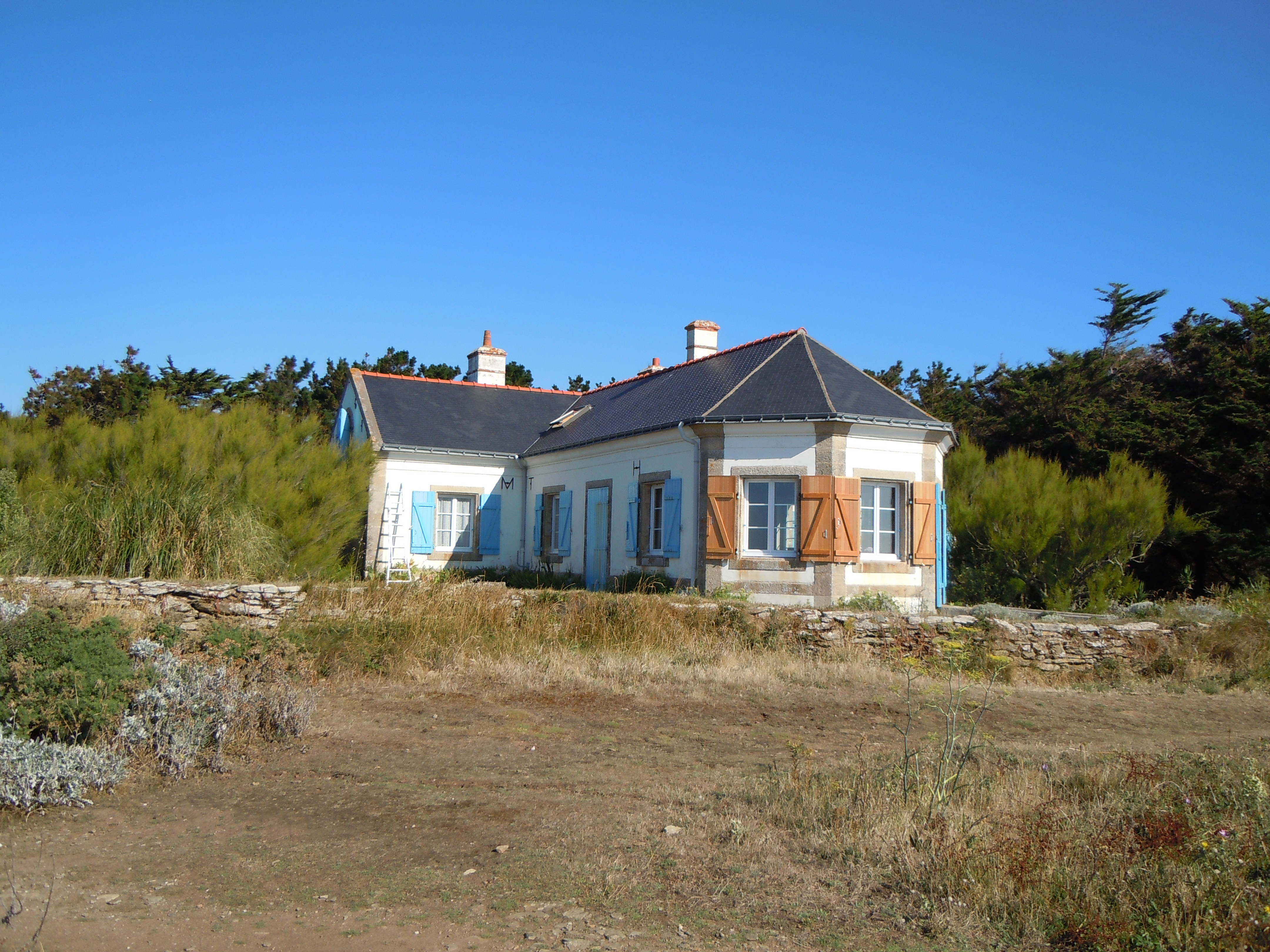
Vechiul semafor de la Arzic, devenit reședință privată.

Singurul semafor modern rămas în picioare pe insula Belle-Île este cel de la capul Talut. Aparținând Marinei Naționale, este activ 24/24 de ore. Cu toate acestea, la crearea rețelei de semafoare electrice sub Napoleon al III-lea (construcții între 1861 și 1862), au fost implantate 4 semafoare la cele 4 puncte cardinale ale insulei. Acestea sunt semafoarele de la Taillefer (la nord, rezidență privată), Er Hastellic (la vest, în ruină), Talut (la sud, radar al Marinei Naționale) și Arzic (la est, rezidență privată).

### Salvare pe mare
Societatea Națională pentru Salvarea Vieților pe Mare (Société nationale de sauvetage en mer - SNSM) deține o barcă de salvare pe tot timpul anului (CTT) numită Belle-Île cu înmatricularea SNS 096.

## Dezvoltare economică

### Agricultura

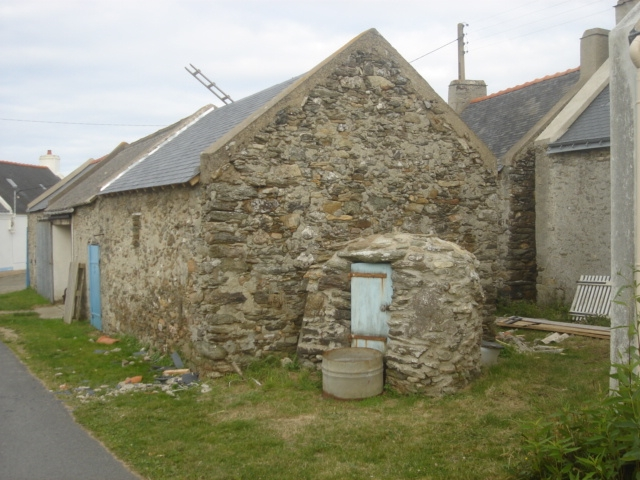
Casă familială sau fermă, cu fântâna ei.

En 2003, suprafața agricolă utilă (SAU) era de 2.980 hectare, reprezentând 35% din suprafața totală a insulei. Această suprafață a scăzut semnificativ în ultimii cincizeci de ani, odată cu creșterea turismului și achiziționarea terenurilor agricole pentru construirea de case. SAU include, de asemenea, aproximativ 1.200 hectare de pășuni abandonate.
Agricultura de la Belle-Île este în principal orientată către creșterea animalelor, în mare parte extensivă. Numărul total de animale include aproximativ 2.400 de oi, 500 de vaci de lapte și 400 de vaci de carne. Există, de asemenea, o mică producție de porci de aproximativ 100 de porci pe an, un număr în creștere, precum și creșterea a aproximativ 3.000 de păsări de curte pe an.
În anul 2000 existau 38 de exploatații agricole "viabile" cu o suprafață agricolă utilă medie de 78 de hectare, inclusiv 21 de producători de lapte, 12 de crescători de oi și 5 legumicultori, precum și 86 de contribuabili la Mutualité sociale agricole. În 2010, pe insulă erau prezenți treisprezece producători de lapte, cu o instalare puternică a tinerilor în preluare sau sub formă de GAEC.
În anul 2000, 58% dintre fermieri aveau între 35 și 54 de ani, aceiași care dețineau, de altfel, 65% din suprafața agricolă. 26% dintre fermieri aveau peste 55 de ani. Astfel, o suprafață semnificativă ar trebui să fie eliberată în viitor. Ajutorul reciproc între agricultori este puternic, așa cum arată munca colectivă în timpul proiectelor mari (însilozare, recoltă etc.); există două cooperative agricole, dar sunt puțin active, ele permit mutualizarea echipamentelor agricole costisitoare (combine, mașini de recoltat etc.). Există două întreprinderi agricole: una care realizează jumătate din recolta de porumb, cealaltă pentru alte recolte.
Oile Belle-Île, rasă recunoscută de INRA, este renumită pentru că deseori naște gemeni, o caracteristică numită „prolificitate”, care ia adus porecla „Rasa celor doi”. Deși oaia este una dintre specialitățile insulei, este rar folosit de crescători, deoarece carnea sa nu este potrivită cererii. Cu toate acestea, o etichetă care promovează producția locală există încă din 1994, eticheta „Agneau du large”, care atestă că animalele sunt născute pe insulă, că petrec cel puțin 60 de zile în luncă, că sunt sacrificate în abator local și că sunt hrănite în principal cu iarbă, cu un aport maxim de 500 g de cereale pe zi în rația lor.
Doi apicultori cresc albine negre.
Denumirile de origine controlată (AOC) franceze sau indicațiile geografice protejate (IGP) ale Uniunii Europene cu caracter național susceptibile de a fi recunoscute pe teritoriul sunt aceleași ca în restul Bretaniei: IGP Cidre de Bretagne sau Cidre breton, IGP Farine de blé noir de Bretagne - Gwinizh du Breizh și IGP Volailles de Bretagne. La Belle-Île-en-Mer, peste 20% din agricultori sunt certificați Agricultură Biologică, adică mai mult decât dublul mediei naționale în 2021.
Un târg agricol este organizat la fiecare doi ani, în ani impari, în Pădurea Geniului din Palais, de către Sindicatul de Creștere a Animalelor din Belle-Île. Sunt expuse vaci, cai, oi, porci, etc. Este disponibil și un bufet pe loc.
Mai multe produse agricole sunt procesate pe insulă:
- brânzeturi de capră;
- supe de pește și crustacee;
- hidromel, ceară, miere de albine negre;
- berea artizanală locală La Morgat, fabricată la Port Salio;
- whisky de la distileria Kaerilis;
- biscuiți, galette, palets, fursecuri, prăjituri bretonă, carameluri, la Fabrica de biscuiti La Bien nommée[71];
- ciocolata La Palantine;
- pe vremuri, erau și numeroase fabrici de conserve de sardine.

### Pescuitul

#### Fabricile de conserve de sardine

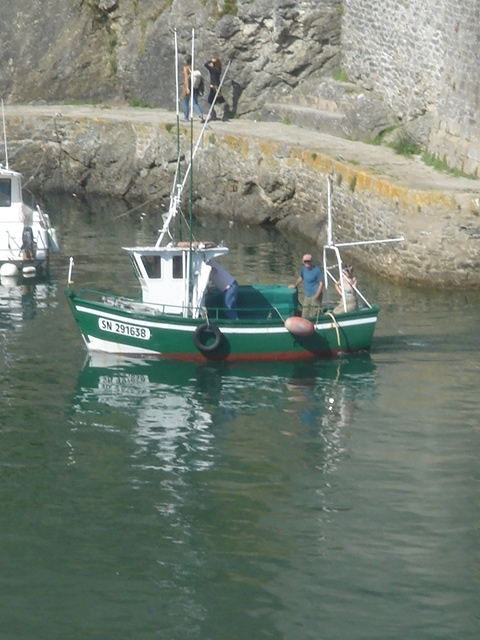
Mic pescador în portul Palais.

Pescuitul de sardine se dezvoltă rapid în a doua jumătate a secolului al XIX-lea în Belle-Île, la fel ca în restul Bretaniei, odată cu generalizarea utilizării procesului de conservare inventat de Nicolas Appert. În 1855, există zece fabrici de conserve de sardine în Belle-Île. Dezvoltarea flotei de pescuit duce, în 1911, la deschiderea unui șantier naval care angajează aproximativ o sută de persoane. Populația crește semnificativ, ajungând la 10,804 locuitori în 1872. Douăzeci de ani mai târziu, declinul demografic și economic care începe în Belle-Île se datorează în parte epuizării și scăderii calității resurselor naturale de sardine, precum și modificării circuitelor de ambalare și comercializare a conservelor de sardine.

#### Pescuitul de crustacee
Începând cu anii 1970, aproape întreaga producție franceză de "pouce-pieds" (numiți "degete de vrăjitoare" de locuitorii din Belle-Île-en-Mer) provine din depozitele de pe Belle-Île-en-Mer, caracterizate prin apele agitate din larg și vânturile dinspre vest, câteva fiind situate între insula Yeu și Roscoff. Producția, care către anii 1960-1970 a depășit 300 de tone anuale, este acum redusă la mai puțin de 50 de tone (oficial 12,3 tone în 1994). Aceste cifre sunt subestimate, capturile nefiind toate declarate: pe lângă pescarii profesioniști există un contrabandă care exportă toți "pouce-pieds"-urile în Spania, unde depozitele de pe unele stânci din insulele Galicii nu sunt suficiente pentru a satisface cererea. Urcarea pe stânci sau abordarea cu barca sunt totuși periculoase, fapt ce împiedică (din fericire pentru resursele naturale) o adevărată "industrializare" a acestei pescuit. Arta locală folosește aceste creaturi pentru a crea suveniruri și obiecte de decor.

### Turism

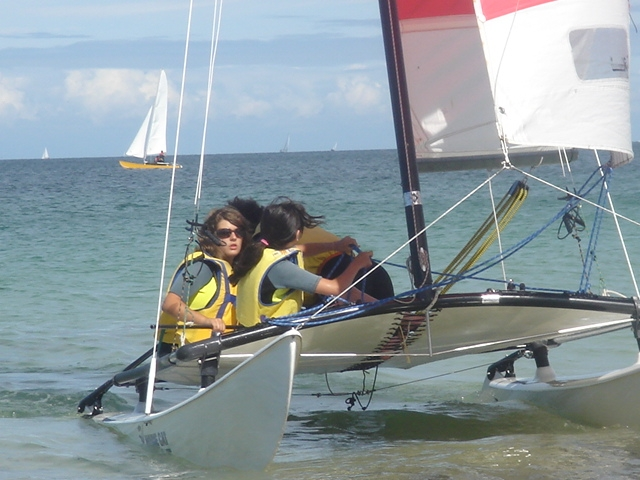
"Școli de navigație pe plaja Grands Sables."

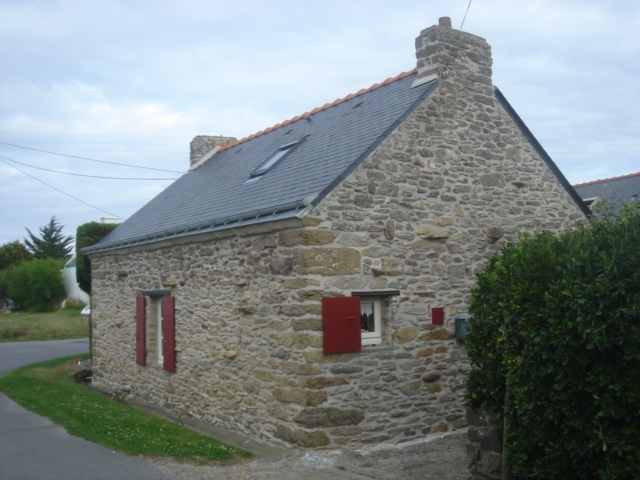
"Un corp de fermă renovat și transformat într-o reședință secundară.".

La sfârșitul secolului al XIX-lea apar primii turiști atrași de farmecul insulei: Claude Monet, Sarah Bernhardt, Albert Roussel. Astăzi, turismul reprezintă principala sursă de venit pentru insulă.
În jurul anului 1890, compania de navigație cu abur "La Belle Iloise" a stabilit o legătură regulată cu Auray. Astăzi, este Compania Océane care asigură serviciul de transport către insulă din Quiberon în 45 de minute, cu cinci curse dus-întors în afara sezonului, extinse la aproximativ zece în timpul verii.
Citadela din Palais, care începând cu sfârșitul secolului al XIX-lea nu mai era un loc strategic, precum și forturile răspândite pe coastă au fost vândute unor persoane private. Începând cu anii 1960, citadela care se deteriora a fost restaurată de proprietarii săi, domnul și doamna Larquetoux. A găzduit mai multe evenimente culturale, reprezentații teatrale ale companiei locale, un "târg medieval" și alte evenimente. A fost achiziționată în 2005 de Les Hôtels Particuliers, parte a grupului condus de Philippe Savry, care nu au reînnoit aceste evenimente, cu excepția Festivalului Lyrique En Mer.
În anii 1970, pe măsură ce avântul turismului a creat în Bretania o frenezie imobiliară, sindicatul intercomunal din Belle-Île a luat decizii care au protejat insula de un dezvoltare haotică, ajutat de Legea Litoralului, menținând spații protejate și concentrând construcțiile noi în cătune.
Comerțurile orientate către turiști preiau ștafeta agriculturii și pescuitului, care angajează din ce în ce mai puțini oameni.
Belle-Île este în prezent o destinație de vacanță foarte căutată. Mulți continentali au achiziționat aici rezidențe secundare (mai mult de 60% din casele de pe insulă). Numeroasele sale plaje, traseele de coastă, peisajul său frumos, terenul de golf, cluburile de echitație, clubul de aviație, școlile de navigație, scufundări și surf, precum și porturile sale atrag în sezonul estival mulți vacanțieri și rezidenți secundari, ceea ce crește populația rezidențială a insulei de la 5,120 de persoane la aproximativ 25,000 în timpul verii (cu un vârf care variază între 30,000 și 35,000 de persoane între 14 iulie și 15 august).
Cependant, echipamentele insulei uneori întâmpină dificultăți în a răspunde cererii în perioadele estivale de aglomerație. Astfel, în 2005, necesarul anual de apă potabilă al insulei este de aproximativ 550,000 de metri cubi, din care partea importată costă 23 €/m3. În 2006, un sistem de producție a apei potabile prin desalinizare este implementat la recomandarea SAUR, însă este abandonat în 2012 din cauza costurilor sale excesive. Administrațiile locale se orientează către îmbunătățirea instalațiilor de colectare și reținere a apei dulci, care este abundentă pe insulă, cu două baraje.
Traseul de mare drumeție 340, care înconjoară Belle-Île, a fost votat "GR-ul preferat al francezilor pentru anul 2022": "farmecul coastelor, al culturii și al patrimoniului breton au captat atenția drumeților și a iubitorilor de Belle-Île", conform spuselor lui Madeleine Lebranchu, președinta Federației Franceze de Drumeție pentru departamentul Morbihan.

## Date demografice
Numărul maxim de locuitori a fost atins în 1872, cu 10 804 de locuitori.
| An        | 1793 | 1831 | 1851 | 1872  | 1891  | 1911 | 1936 | 1990 | 2006 | 2012 |
| --------- | ---- | ---- | ---- | ----- | ----- | ---- | ---- | ---- | ---- | ---- |
| Populație | 5979 | 8233 | 9994 | 10804 | 10177 | 9344 | 5646 | 4489 | 5045 | 5270 |

## Limba bretonă
Limba bretonă, în forma sa de tip vannetais, s-a stins pe parcursul secolului al XX-lea la Belle-Île. Patrick Le Besco a investigat în insulă în 1986-1987, a întâlnit ultimii vorbitori născuți la Belle-Île-en-Mer și a publicat întreaga sa colecție în Zeitschrift für die celtische Philologie "Le breton de Belle-Île-en-mer" (nr. 45, 1992, p. 239; nr. 48, 1995, p. 89-258), această lucrare a fost republicată în 1998 și în 2005 sub titlul Le Breton de Belle-Île-en-Mer, corpus (fonologie, lexic, texte).
Atlasul Lingvistic al Bretaniei Inferioare menționează că în 1911 "copiii încă înțeleg în general limba bretonă, dar nu o vorbesc sau o vorbesc greșit". Se poate presupune că limba bretonă ar fi putut rămâne prima limbă pentru o infimă parte a populației insulei până în anii 1930. Ultimii vorbitori activi au dispărut în anii 1980, iar dialectul Belle-Île este probabil acum stins. Cu toate acestea, unele cuvinte sunt încă folosite izolat (într-o propoziție în franceză), cum ar fi "bodjet" (un recipient, un castron), "chtal" (bordel, zarvă), "porker" (un om sărac și murdar).

## Sănătate
Spitalul Yves Lanco, recent renovat, parte a Polului Medical de la Belle-Île-en-Mer, dispune de un serviciu de Medicină, un EHPAD (Etablissement d'Hébergement pour Personnes Âgées Dépendantes - Unitate de cazare pentru Persoane Vârstnice Dependente), o USLD (Unité de Soins Longue Durée - Unitate de Îngrijiri de Lungă Durată) și un FAM (Foyer d'Accueil Médicalisé - Centru de Primire Medicalizat). Serviciul de spălătorie spitalicească, considerat prea costisitor de către conducere și unele instituții, a fost recent desființat în favoarea relocării acestei activități pe continent.
Pe insulă activează mai mulți medici generaliști, precum și câteva specialități (optician, kinetoterapeut, asistentă medicală independentă, masori etc.). Urgențele cele mai grave sunt trimise pe continent cu elicopterul, dar alte situații specifice pot necesita deplasarea către alte spitale pentru a primi îngrijire (de exemplu, examene și intervenții chirurgicale la nivelul mâinii).
Există, de asemenea, Contractul Local de Sănătate pentru a ajuta la asigurarea continuității teritoriale a îngrijirilor.

## Educație
Insula are șase școli și două colegii.
O școală primară publică în comuna Palais, o școală primară în Locmaria, o școală primară publică în Bangor (școala comunală din Bangor), două școli primare private în Sauzon (școala Sainte-Marie) și la Palais (școala Sainte-Anne), un colegiu public (Colegiul Michel-Lotte) și unul privat (Colegiul Sainte-Croix), ambele în Palais.
Continuarea studiilor se face de obicei pe continent, în principal la Vannes sau Lorient, iar liceenii se întorc pe insulă în fiecare weekend cu vaporul.

## Transporturi

### Transporturi maritime
Un serviciu regulat de transport maritim pleacă din Quiberon, a cărei delegare de servicii publice a fost atribuită în 2008 companiei Océane, o filială a Transdev, care acum operează cele două principale nave pe această rută (Vindilis, Bangor) care aparțin regiunii Bretagne. Grupul a preluat și controlul asupra societății de cabotaj care asigură transportul de mărfuri pe insulă, ceea ce o plasează într-o situație de quasi-monopol. Este singura linie maritimă care transportă vehicule. Anterior, ruta era operată de Société Morbihannaise de Navigation. O nouă delegare de servicii publice (DSP) în favoarea companiei Océane a fost votată la 18 noiembrie 2014. Compania Océane înregistrează pierderi financiare începând din 2008, în timp ce exploatarea anterioară de către Société Morbihannaise de Navigation a încheiat ultimul său exercițiu cu un rezultat excedentar. În 2015, o acțiune în justiție din partea locuitorilor împotriva Veolia a avut succes, profiturile sale fiind considerate excesive, iar Compania Océane fiind obligată să-și revizuiască tarifele în scădere. Compania Océane asigură, de asemenea, transportul de mărfuri și corespondență de la Quiberon.
În timpul sezonului estival, alte companii asigură legături între continent și insulă, cum ar fi Compagnie des îles și Compagnie du Golfe, care efectuează călătorii zilnice din aprilie până în septembrie între Vannes, Quiberon, Port-Navalo, Le Croisic și La Turballe, iar Société Morbihannaise de Navigation care oferă traversări de la Quiberon.
Un serviciu de transport de mărfuri este asigurat din Vannes de către navele societății TMC (Transporturi Maritime și de Coastă), precum Guedel 3.
Transportul de carburanți este asigurat de nava "Anatif", cunoscută pentru a fi cel mai mic petrolier din lume, operat de Marine-Énergie, o filială a CLT (Compagnie Ligérienne de Transports) · .

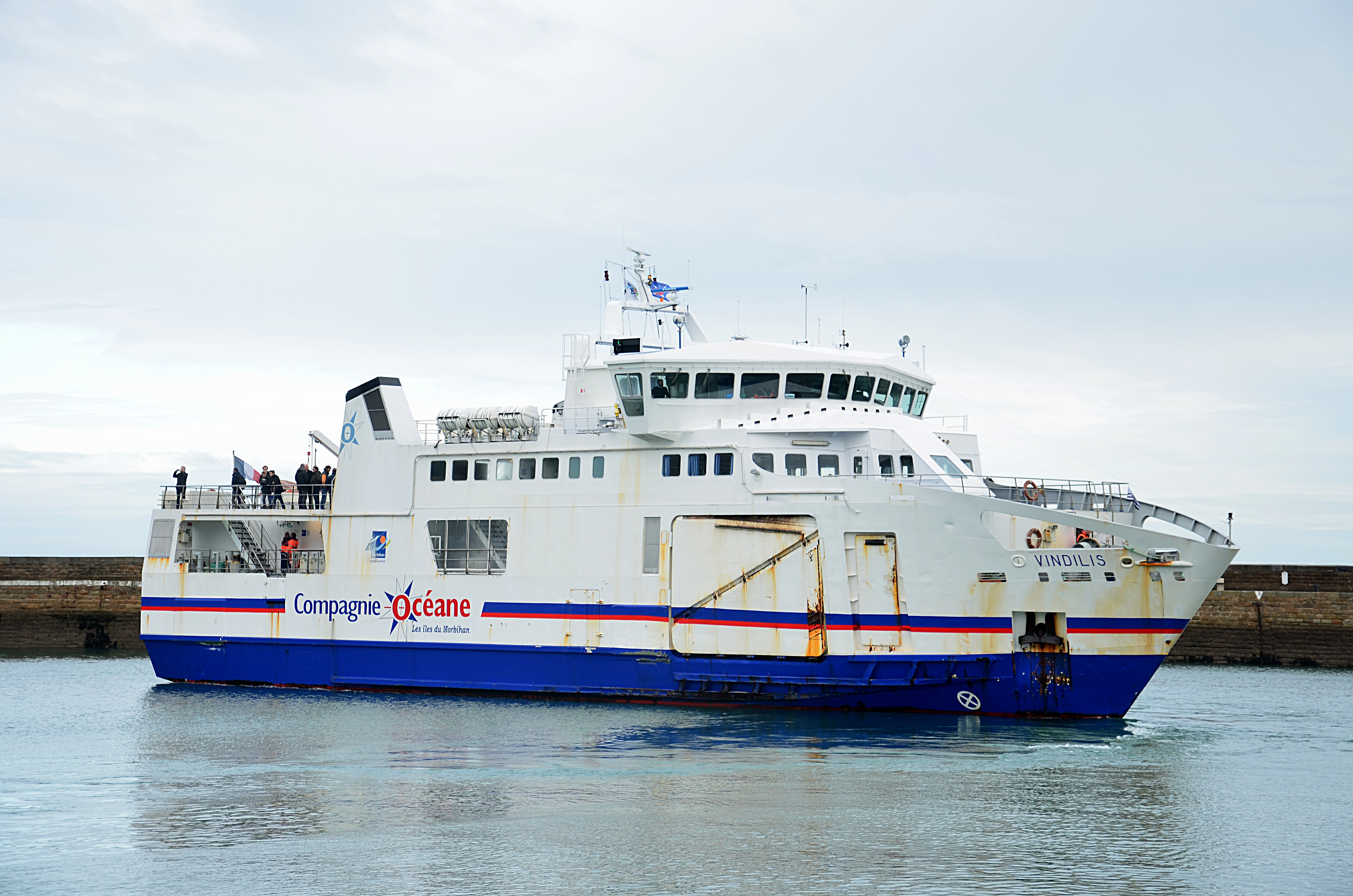
Plecare a vasului Vindilis din portul Palais.
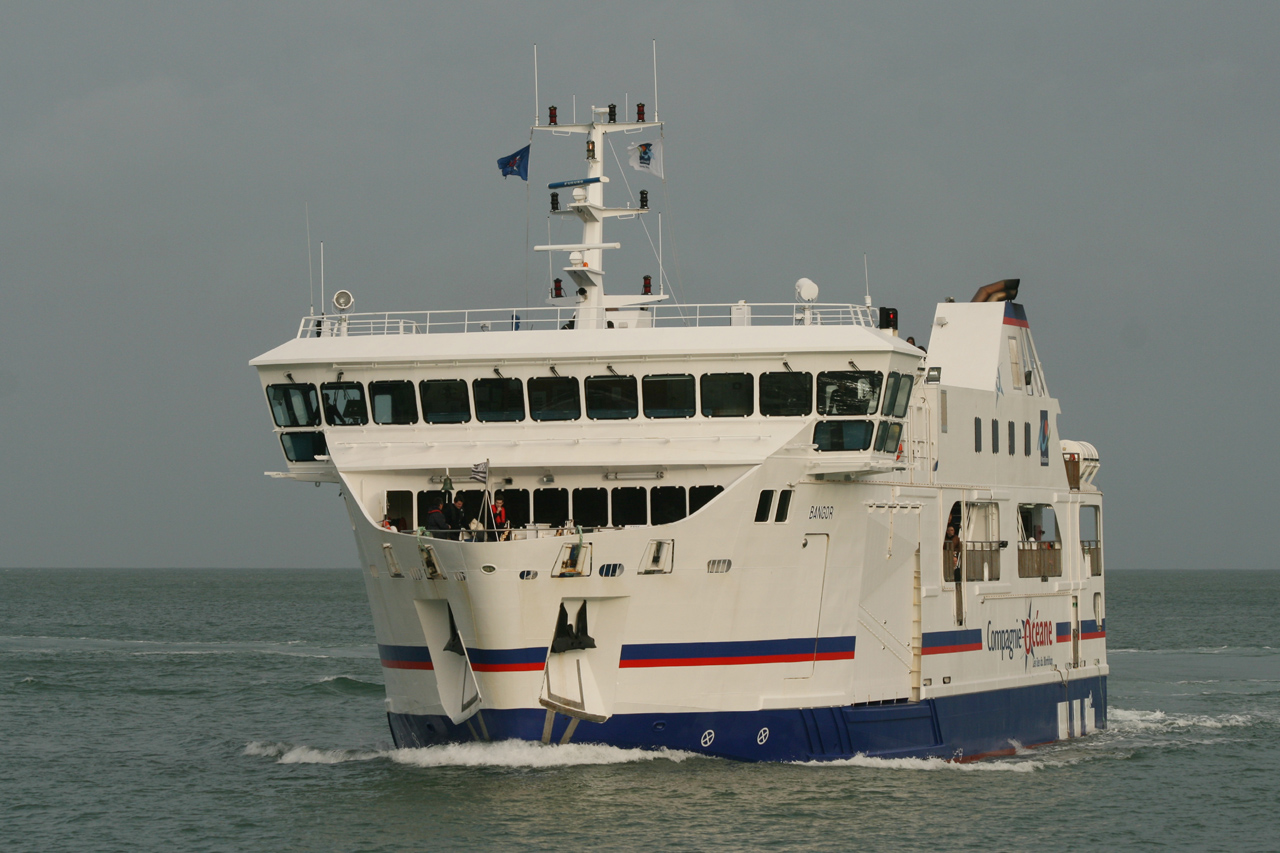
Vasul Bangor.
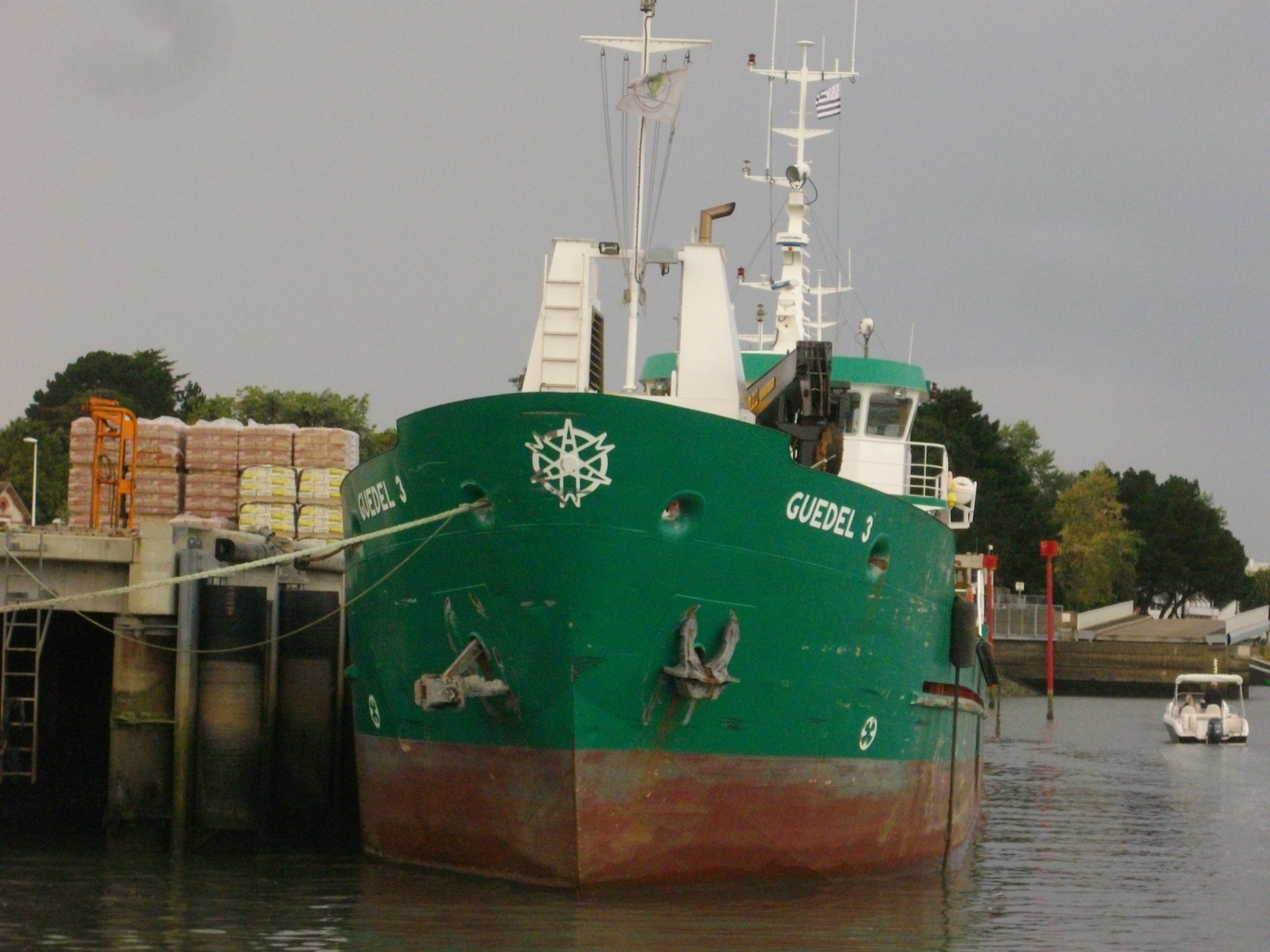
Guédel 3 la cheu în portul Vannes.

### Transport aerian

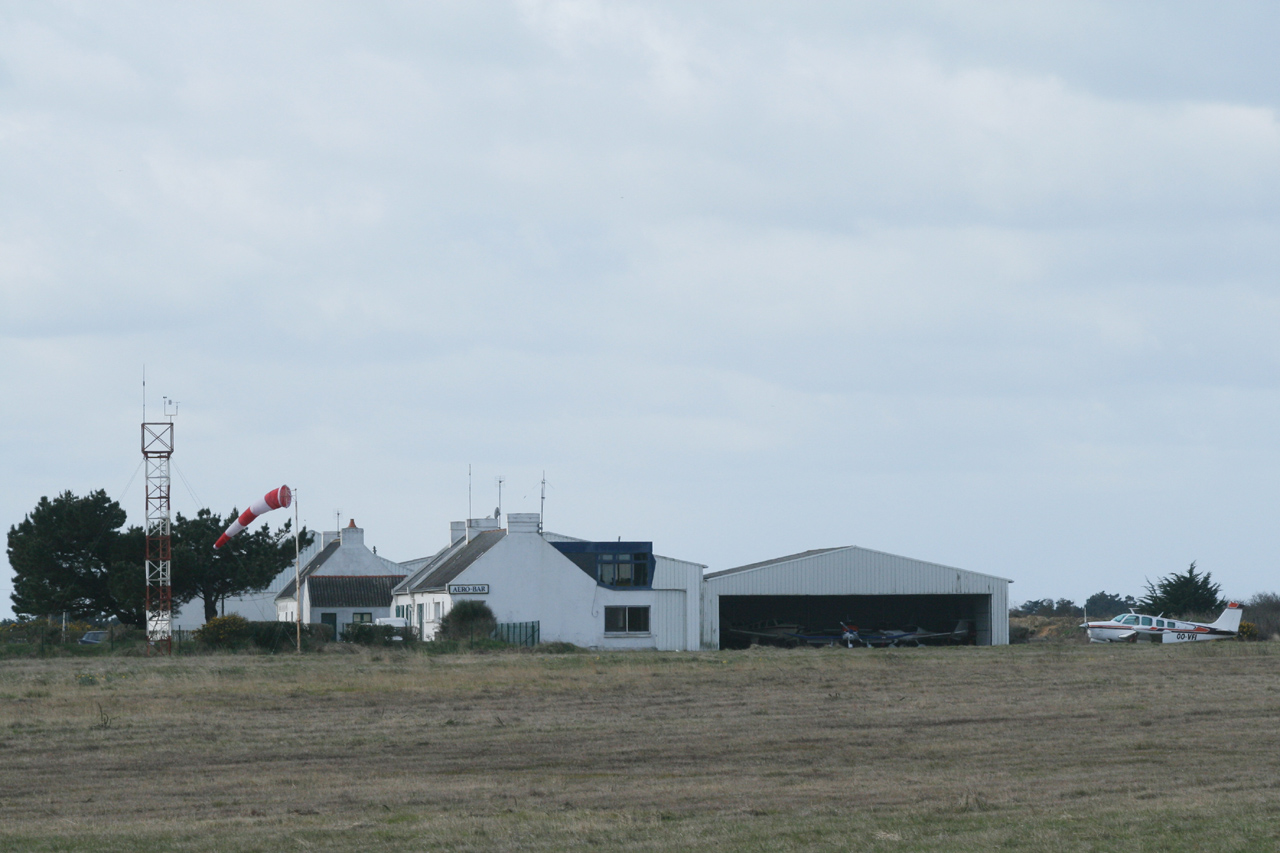
Aerodromul Belle-Île.

Aerodromul Belle-Île (LFEA) este deschis circulației aeriene publice (CAP). Legături aeriene comerciale sunt asigurate de compania Finistair către aeroporturile din Brest, Vannes și Rennes în timpul sezonului. Clubul de zbor Charles Robin este localizat acolo. Este proprietar al unui Diamond DA-20 și a unui Diamond DA-40. De asemenea, există posibilitatea de a utiliza serviciile de avion taxi cu ATS sau cu piloți privați care dețin licențele necesare.

### Transport terestru
Două companii de autocare oferă tururi turistice și transport la cerere:
- Les Cars bleus[91]
- Les Cars verts[92].

Taol Mor este un serviciu de autobuze cu linii regulate, disponibil de la aprilie până în septembrie.
Pe insulă, mai multe companii oferă servicii de taxi sau închiriere de vehicule auto, motociclete, scutere și biciclete.
Renault și diverse colectivități locale anunță lansarea în 2019 a proiectului FlexMob'Île, care vizează accelerarea independenței energetice a Belle-Île-en-Mer: o flotă de vehicule electrice de închiriat va fi oferită rezidenților și vizitatorilor; o rețea de stații de încărcare inteligente va utiliza surplusul de energie produs de panourile solare instalate pe acoperișurile clădirilor publice în perioadele de consum redus.

## Locuri remarcabile în Belle-Île
Insula are numeroase fortificații din diferite epoci. Cea mai importantă este cetatea Vauban din Palais. Dar există multe altele, cum ar fi zidul fortificat al orașului Palais, singurul din secolul al XIX-lea care a supraviețuit în starea sa inițială, sau o cazemată lângă Poarta Vauban unde Kriegsmarine a instalat o infirmerie militară în timpul ocupației.
Poteca de coastă, formând GR 340, face înconjurul insulei și vă permite să mergeți de-a lungul stâncilor coastei sălbatice. Este nevoie de o săptămână bună de mers pe jos pentru a face înconjurul. Vă permite să vizitați locurile naturale remarcabile ale insulei, cum ar fi rocile marine de la Port-Coton, imortalizate de pictorul Claude Monet. La grotte de l'Apothicairerie, traversând de la un capăt la altul o stâncă, își datorează numele numeroaselor cuiburi de păsări care o decorează, evocând vasele de produse farmaceutice. Aceste cuiburi au dispărut astăzi, păsările fiind decimate de vânătoarea „turistică” la sfârșitul secolului al XVIII-lea: turiștii erau aduși cu barca din Sauzon, ajunși în peșteră, aceștia se distrau trăgând cu pușca și vedeau păsările, care găseau refugiu acolo, zburând speriate. Zona înconjurătoare este acum o rezervație ornitologică, protejată și mai bine de la închiderea hotelului Apothicairerie. Alte locuri naturale spectaculoase sunt aproape de acest traseu, cum ar fi le trou de Vazen și capul Poulains, care găzduiește un far situat la nordul insulei. Drumul trece de-a lungul terenului de golf, amenajat în mijlocul terenurilor. Lângă se află fortul Sarah Bernhardt de la capul Poulains, cumpărat și renovat de Conservatorul Litoralului, făcând parte din numeroasele forturi ale insulei. Drumul străbate și numeroasele plaje de nisip, precum "Grands sables", cea mai lungă, sau cea de la Donnant cu valuri care permit practicarea surfingului. Trece prin satul Sauzon cu portul său și fațadele caselor tipice cu obloane colorate. Trece, de asemenea, aproape de Aiguade Vauban, numită și Belle Fontaine, situată la Port Salio.
În interiorul insulei, farul Goulphar, situat în Kervilahouen, a fost construit între 1826 și 1835. Are o înălțime totală de 52 de metri. În peisaj sunt de asemenea vizibile cele douăzeci și șase de răscruci de drumuri, menhirurile Jean și Jeanne, precum și menhirul alb de la Kervarigeon.

## Personalități care au venit la Belle-Île
Un număr mare de personalități au venit să viziteze sau să trăiască pe insulă de-a lungul istoriei.
În 1654, cardinalul de Retz, arhiepiscopul Parisului, care fugea de persecuțiile lui Mazarin, a venit să se refugieze pe insulă. După evadarea sa din închisoarea din castelul Nantes, el a debarcat într-unul dintre porturile de pe coasta Bangor-ului. Ulterior, insula a fost vândută lui Nicolas Fouquet, care a finalizat ceea ce predecesorul său începuse, respectiv extinderea cetății. El nu a venit niciodată pe insulă, dar se pare că intenționa să o transforme într-un loc de siguranță, un refugiu în caz de proces.
Maiorul John Craufurd, guvernatorul englez care ocupa insula și care, odată ce a fost semnat tratatul care îi obliga pe englezi să plece, a obținut de la Ludovic al XV-lea casa în care locuia pentru a putea continua să-și petreacă vacanțele, ceea ce a făcut în anii următori.
Numeroși scriitori au venit pe insulă și s-au inspirat din ea. Poetul Marc-Antoine Girard de Saint-Amant a scris acolo "Solitudes" în 1617. În mai 1847, în timpul călătoriei lor în Bretania, Maxime Du Camp și Gustave Flaubert, după ce au trecut prin Carnac și Quiberon, au venit să viziteze Belle-Île, pe care au explorat-o de-a lungul țărmurilor, câmpiilor și pustiurilor. Povestea acestei călătorii este inclusă în lucrarea intitulată "Prin câmpuri și pe maluri" de Gustave Flaubert.
Actorii au venit la Belle-Île, precum Sarah Bernhardt sau Arletty, și au cumpărat o casă acolo pentru a veni să se odihnească.
Numeroși pictori, precum Claude Monet, au venit pe insulă pentru a imortaliza peisajele sale. Monet a petrecut 74 de zile pe insulă, între 12 septembrie și 25 noiembrie 1886. A pictat stâncile numite Aiguilles de Port-Coton și alte locuri de pe insulă. Aceste stânci au fost subiectul mai multor lucrări ale altor pictori renumiți, precum John Peter Russell în 1890 și Charles Cottet în 1900.
Și politicieni au frecventat insula, precum François Mitterrand, care a vizitat de mai multe ori Belle-Île. El a venit pentru prima dată în 1977 cu avionul, însoțit de Jean Poperen, iar apoi în 1991, 1992, 1993 și 1994. Îi plăcea să se plimbe pe coasta sălbatică. În timpul ultimei sale vizite în 1995, el spunea: "Totul aici m-a cucerit: aerul, culorile, cerul, există ceva de neînlocuit aici, o anumită echilibrare a forțelor... Am călătorit prin lume, dar aici, cât de frumos este, cât de frumos!". "El nu căuta deloc contactul cu locuitorii, care îi lăsau în pace. În plus, serviciul de securitate era foarte redus. Cred că aceasta este una dintre motivele pentru care venea aici", a comentat una dintre locuitoare care își amintește bine de plimbările prezidențiale pe cheiul din Palais.
Pe parcursul istoriei sale, datorită poziției sale izolate, insula a servit drept închisoare. În urma afacerii otrăvurilor din secolul al XVII-lea, mai multe femei care au acuzat pe Madame de Montespan au fost închise la Citadelle printr-un ordin secret. Mai mulți militanți ai Comunei precum Armand Barbès, Auguste Blanqui, au fost internați pe insulă în mijlocul secolului al XIX-lea. În timpul Primului Război Mondial, prizonieri de război germani au fost internați la Citadelle. În timpul războiului din Algeria, din primăvara anului 1956 până la începutul anului 1959, liderul naționalist Messali Hadj a fost ținut în arest la domiciliu pe insulă.

## Belle-Île în artă și cultură

### Literatură
"Les Cavaliers de Belle-Île" de Hubert Monteilhet se petrece în parte la Belle-Île, în secolul al XVII-lea.
Belle-Île este unul dintre locurile de acțiune din romanul Vicontele de Bragelonne, a doua parte a trilogiei Cei trei muschetari a lui Alexandre Dumas, în care se atribuie fortificațiile insulei lui Aramis și în care Porthos își găsește sfârșitul într-o peșteră din Locmaria.
„Pépé la Boulange” de Yvon Mauffret este o poveste captivantă despre revenirea personajului principal pe insula Belle-Île, după o absență de 60 de ani. Romanul este destinat adolescenților și explorează aventurile, prieteniile și descoperirile acestuia în timp ce se reacclimatizează la viața de pe insulă.
Belle-Île servește de asemenea ca decor pentru mai multe romane polițiste din începutul secolului al XXI-lea, având ca autori, de exemplu, pe Alain Emery.
Este un loc recurent al intrigii din seria de benzi desenate „Élysée République” de Rémy Le Gall și Frisco, publicată la Casterman, ale cărei erou, Constant Kérel, este originar din insulă.

### Cântece

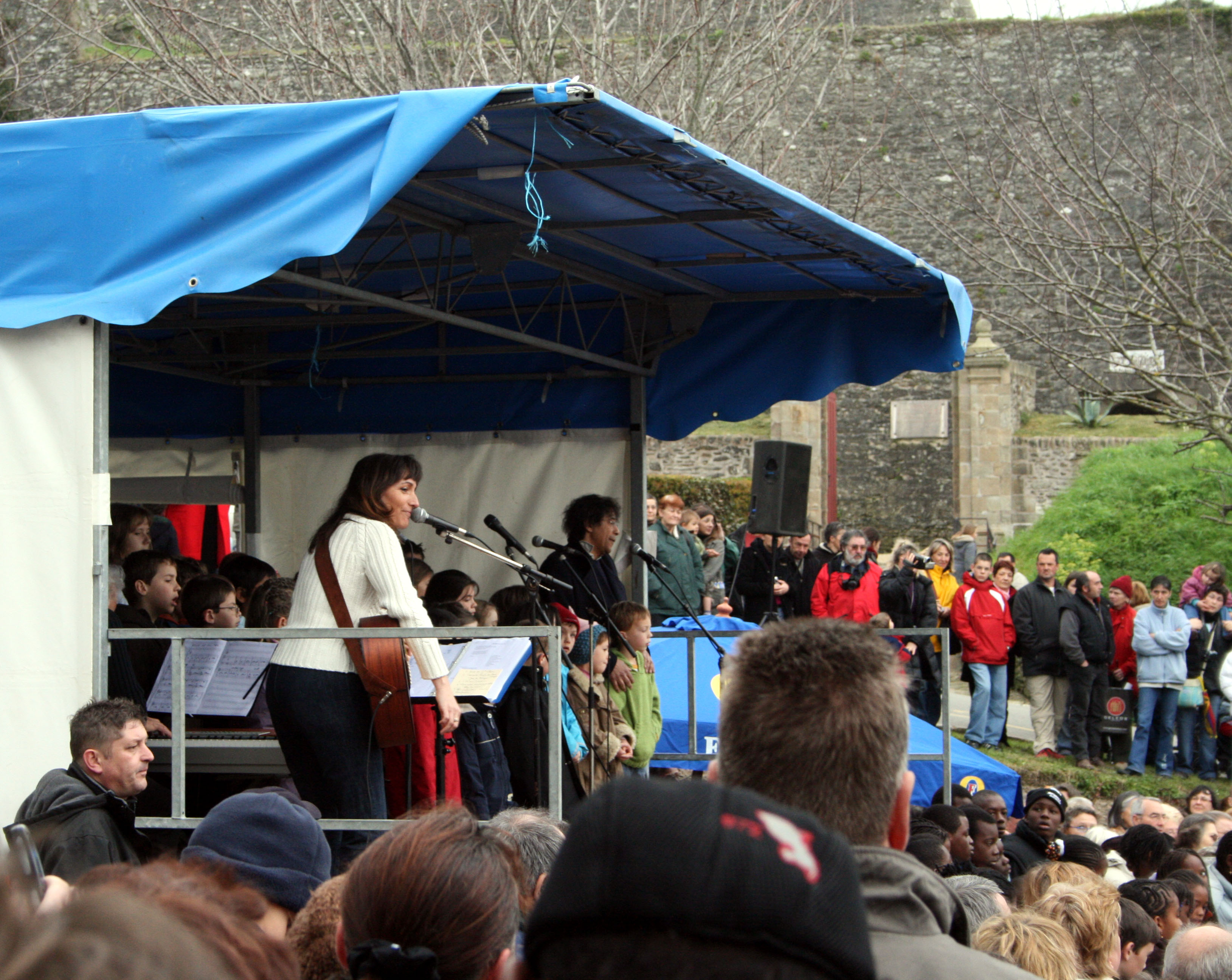
Concert organizat cu ocazia plecării Trofeului BPE, la care au participat corurile din Belle-Île și Marie-Galante.

Insulă este cântată de Laurent Voulzy în melodia "Belle-Île-en-Mer, Marie-Galante". Această melodie a inspirat Trofeul BPE în 2007, precum și înfrățirea insulei cu Marie-Galante.

### Cinema și televiziune
Numeroase filme, scurtmetraje și documentare au fost filmate la Belle-Île.
- Scurtmetrajul Le Tempestaire, regizat de Jean Epstein, lansat în 1948;
- Documentarul Les Acadiens de la dispersion (ONF, 1968), regizat de Léonard Forest, abordează tema imigrației acadiene la Belle-Île-en-Mer;
- Episodul 6 din primul sezon al serialului Commissaire Moulin, intitulat „Marée basse”, a fost filmat acolo în 1977;
- Dolmen, saga estivală din 2005 de la TF1, cu Ingrid Chauvin și Bruno Madinier în rolurile principale, a fost filmat acolo;
- În 2016, regizorul acadian Phil Comeau realizează filmul documentar premiat Belle-Île-en-Mer, île bretonne et acadienne. A urmat apoi filmul Belle-Île en Acadie, lansat în 2019, premiat, de asemenea, la numeroase festivaluri;
- "Traitement de choc", regizat de Alain Jessua, cu Annie Girardot și Alain Delon;
- În 2020, a fost filmat primul episod din sezonul 3 al serialului Balthazar, difuzat la sfârșitul anului 2020 pe TF1, cu Tomer Sisley și Hélène de Fougerolles;
- În același an, Guillaume Canet filmează Lui, lansat în 2021.

### Pictură

Picturi de Maxime Maufra
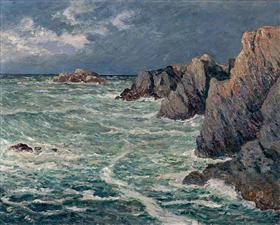
Côte de Domois (Belle-Île-en-Mer), 1900-1918 Muzeul de Artă din Nantes
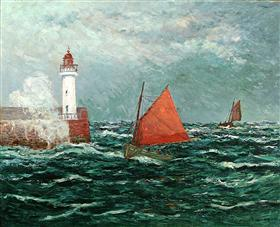
Rentrée des Bateaux de Pêche à Belle-Île-en-Mer, 1910 Colecție privată, vânzare 2010
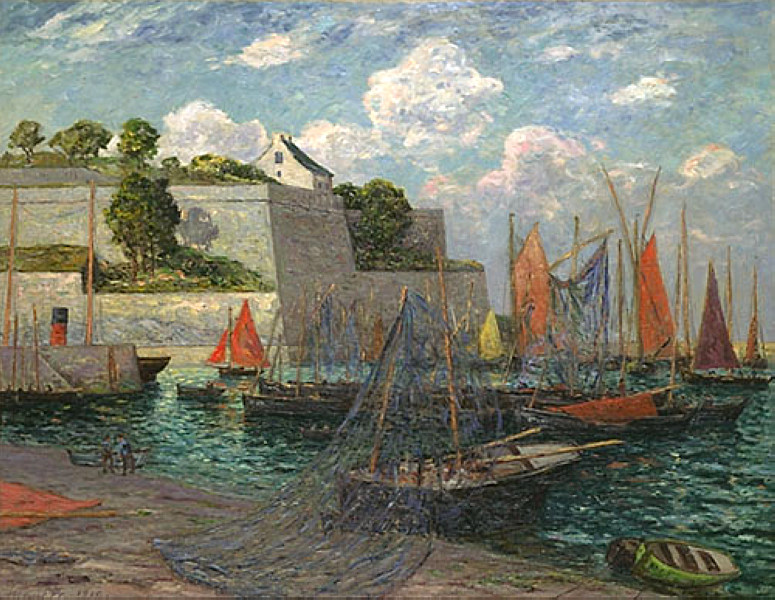
Port du Palais à Belle-île, 1910 Colecție privată, vânzare 2009

Numeroși pictori au reprezentat Belle-Île, printre care Claude Monet; printre aceștia se numără și:
- Serge Kislakoff a pictat portul Sauzon (ulei pe pânză, 1938, colecție privată)
- Constantin Kousnetzoff a pictat peisaje de la Belle-Île, printre care:
  - Goulphar (ulei pe pânză, 1913, colecție privată)
  - Le port de Sauzon à la voile jaune (ulei pe pânză, 1923, colecție privată)[109].
- Alexis Gritchenko:
  - Rochers à Belle-Île (ulei pe panou de isorel, 1932, Muzeul Citadelei Vauban, Belle-Île-en-Mer)
  - Les aiguilles de Port Coton à Belle-Île (ulei pe panou de isorel).

### Muzică
În fiecare vară, insula găzduiește mai multe festivaluri, printre care "Plage musicale à Bangor", un festival de muzică de cameră, "Belle Île On Air", un festival de muzică contemporană, "Notes à Belle-Isle", un festival de jazz (din 1999), "Island Station", un festival de dub/reggae, și "Lyrique-en-mer, Festival de Belle-Île", un festival de muzică lirică.
Noul Festival Internațional de Muzică Lirică de la Belle-Île en Mer a fost înființat în decembrie 2013. În 2014, operele "Pagliacci" (Leoncavallo) și "Gianni Schicchi" (Puccini) au fost jucate la sala Arletty din Palais. Corul Belle-Île, împreună cu artiștii festivalului, a prezentat "La Création" (Haydn) în cele patru biserici de pe insulă, precum și la catedrala din Vannes.

### Meșteșuguri și artizanat
Fluïd este o SCOP (Société Coopérative et Participative) care adună suflători de sticlă care au fost formați în atelierele insulei daneze din Insula Bornholm, o școală scandinavă renumită. Ei produc pahare, vaze și carafe.

## Galerie de fotografii

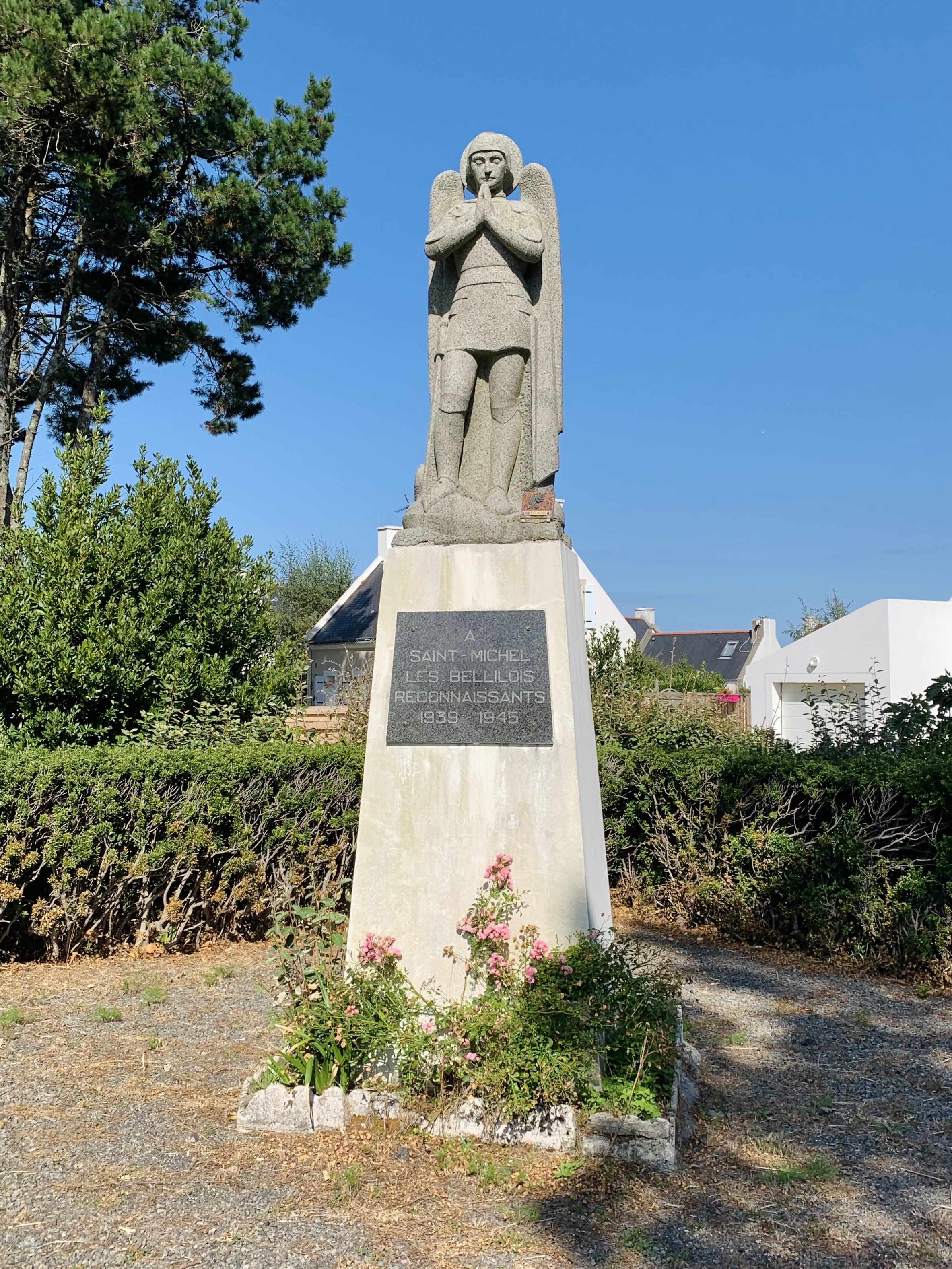
Statuia Saint Michel des Bellilois reconnaissants 1939-1945.
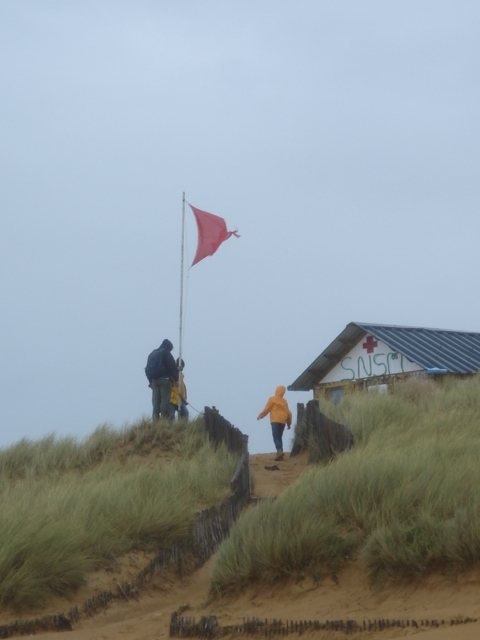
Cabana SNSM[n 17] și steag roșu la Donnant.
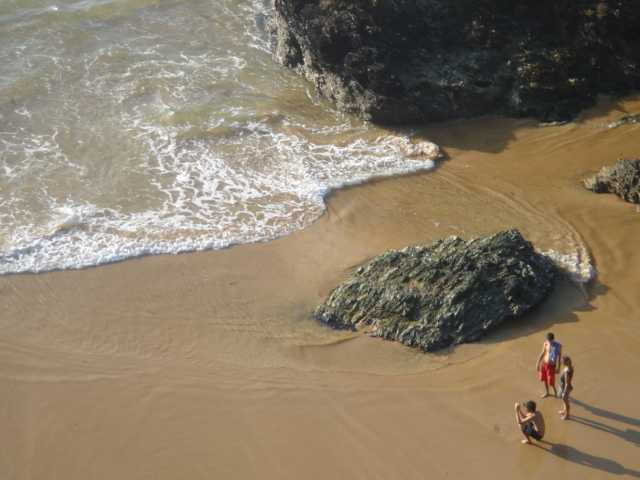
Plaja Donnant.
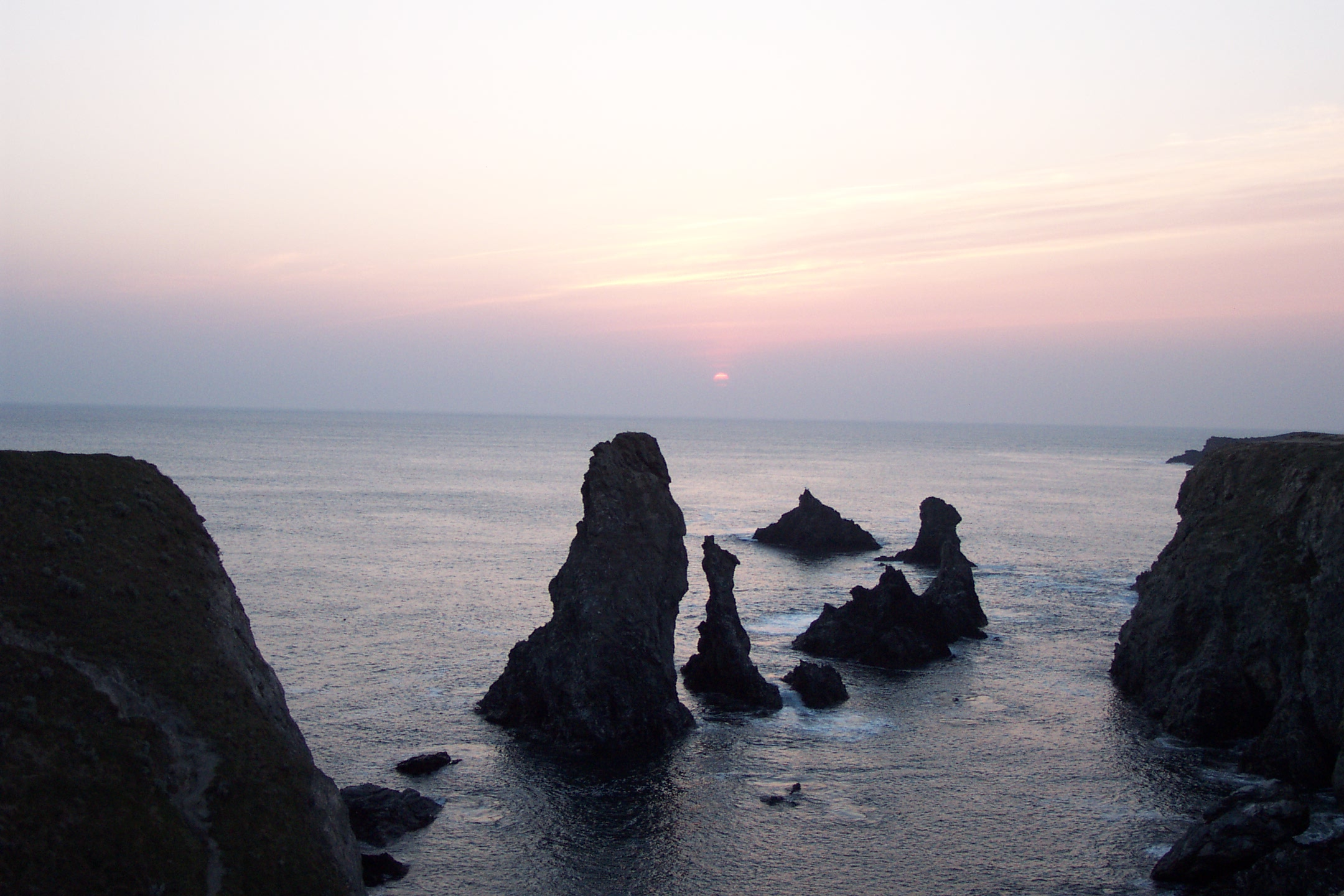
Les aiguilles de Port Coton
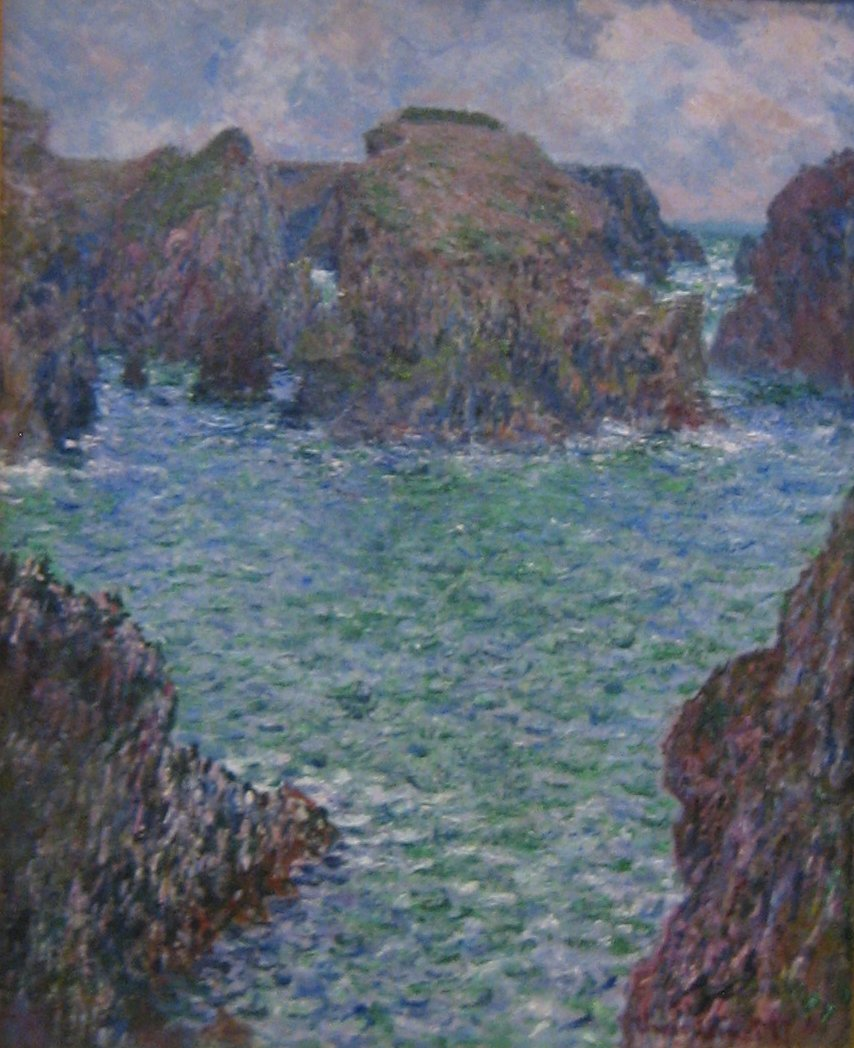
Port Goulphar de Claude Monet, 1887.

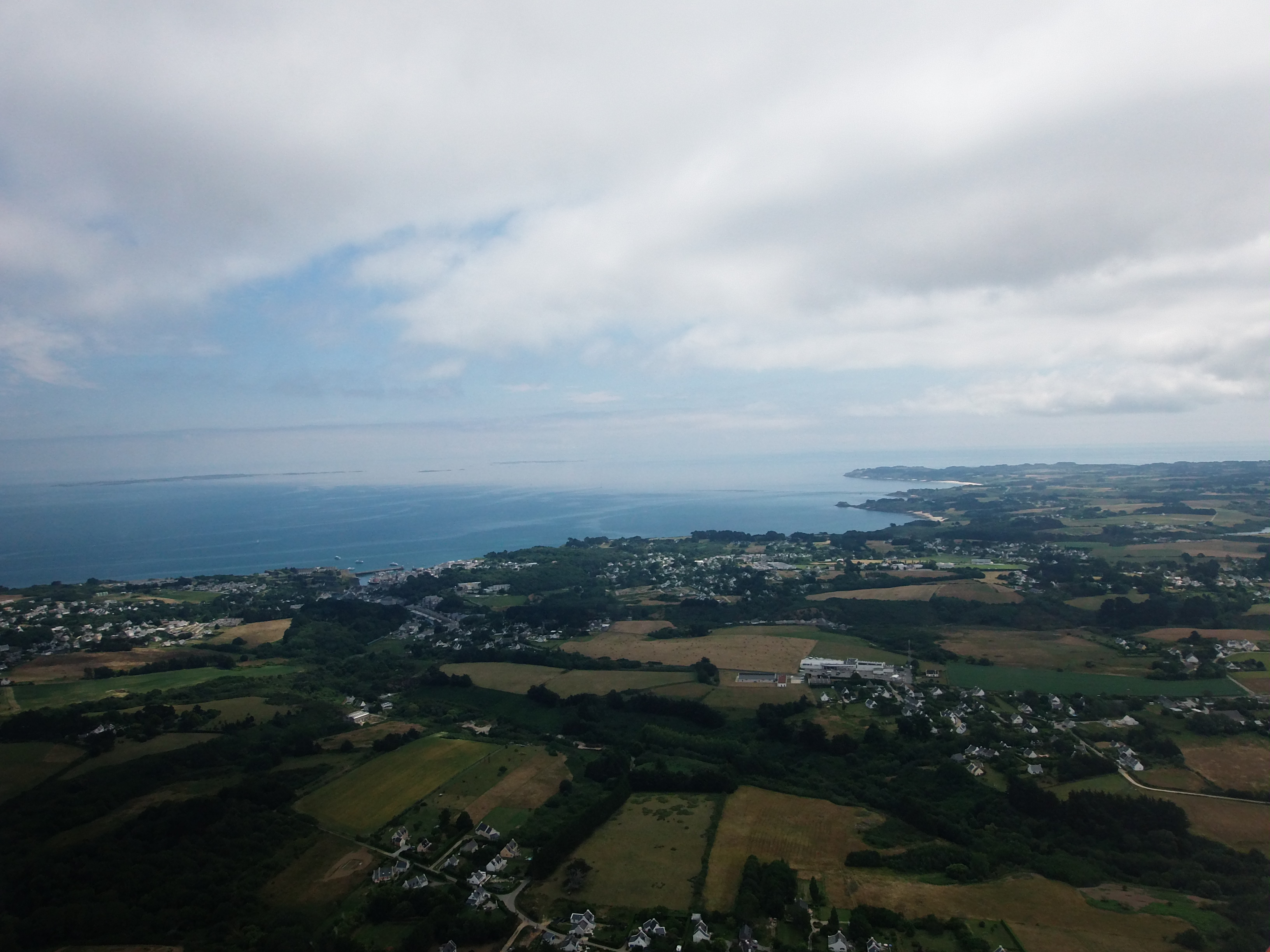
Palatul, vedere dintr-un avion
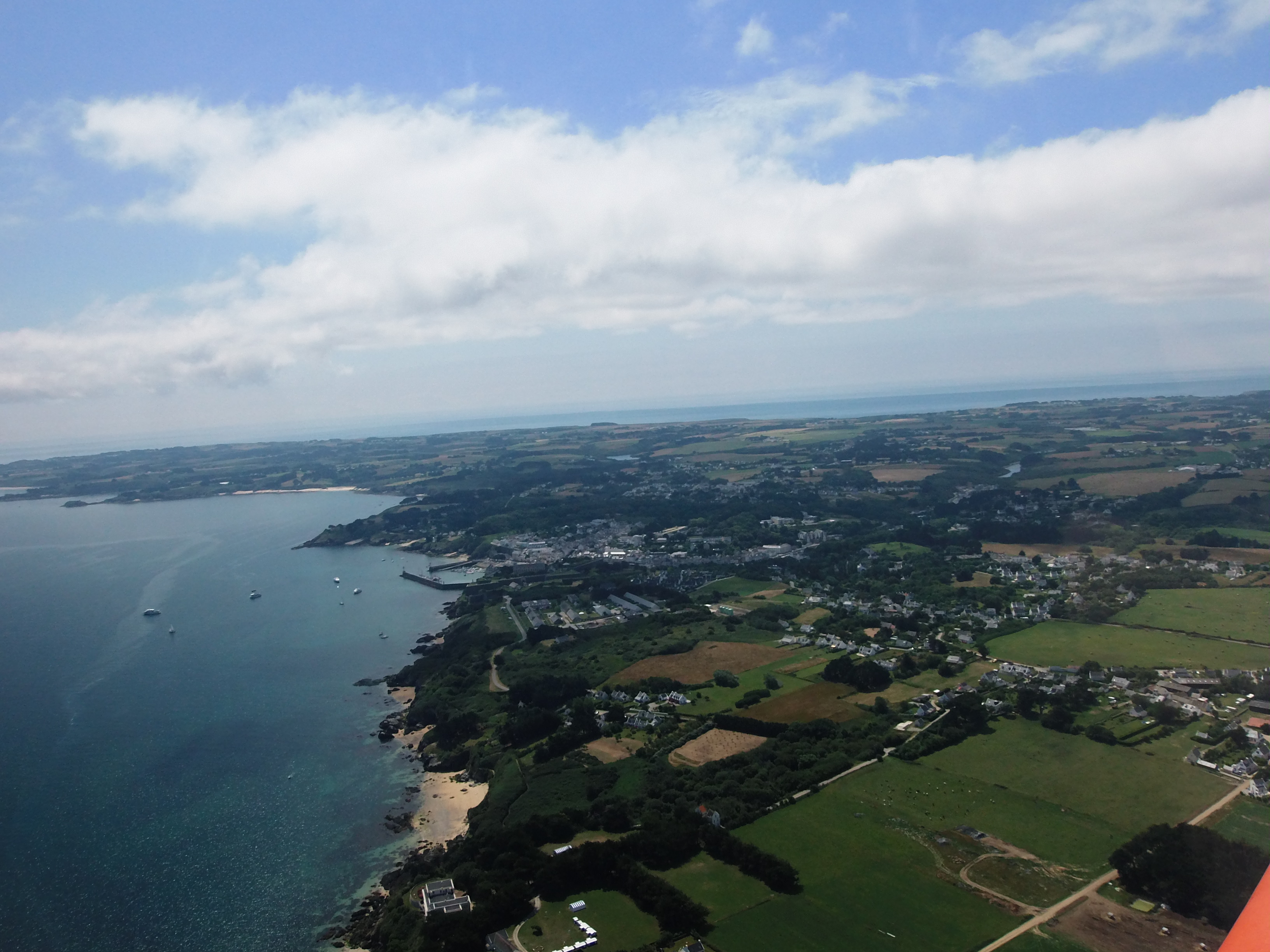
Le Palais
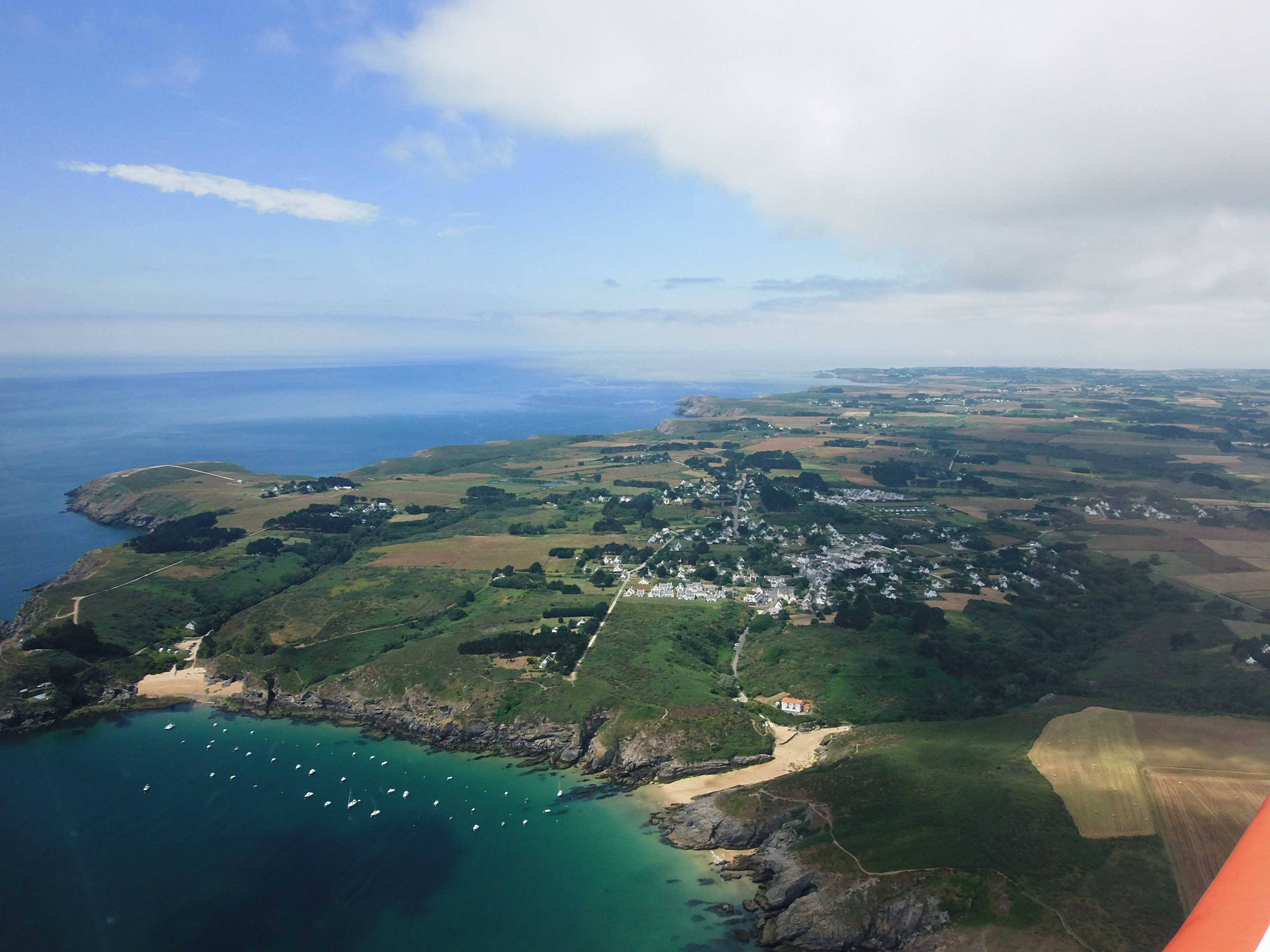
Locmaria
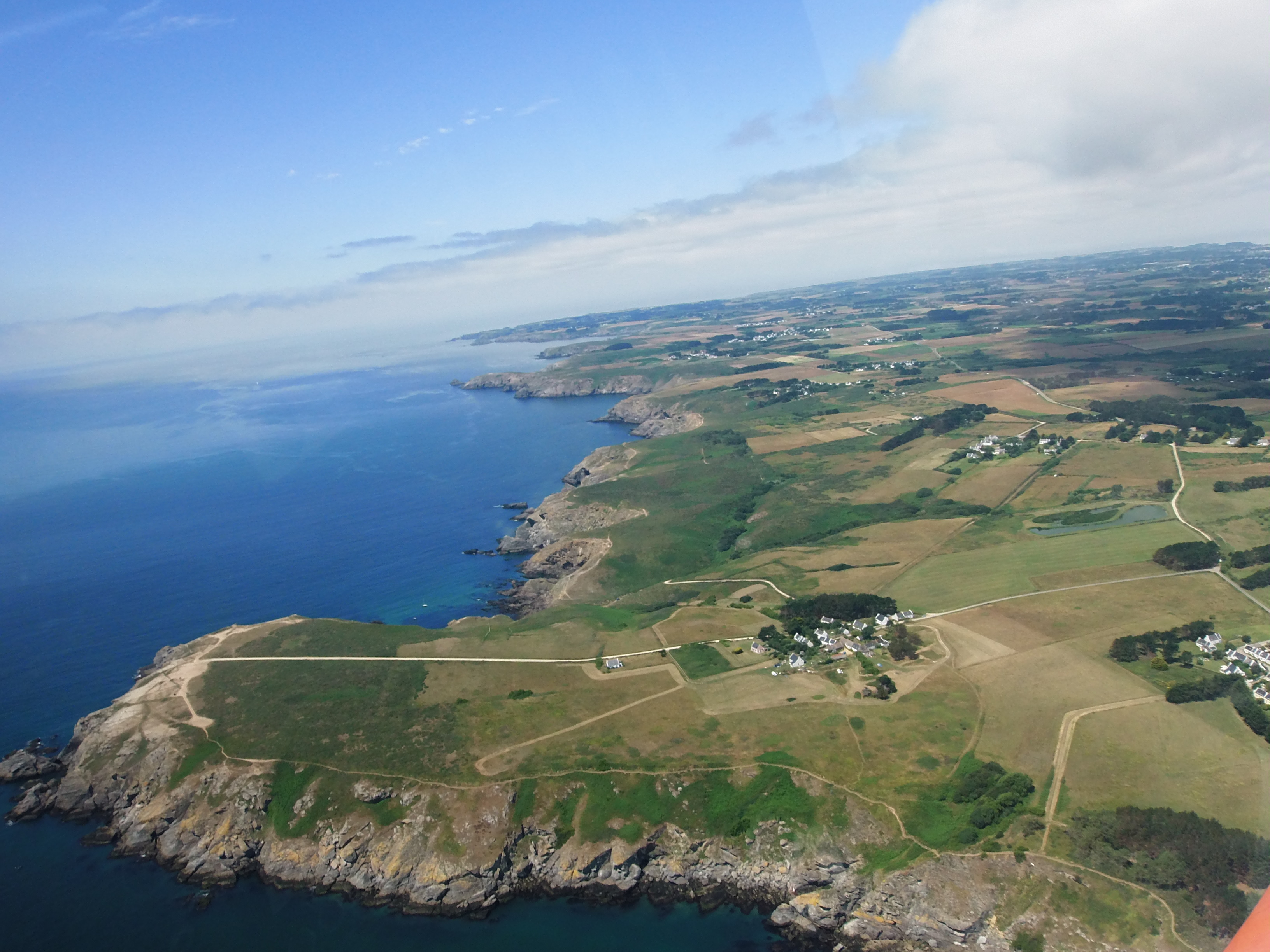
Locmaria
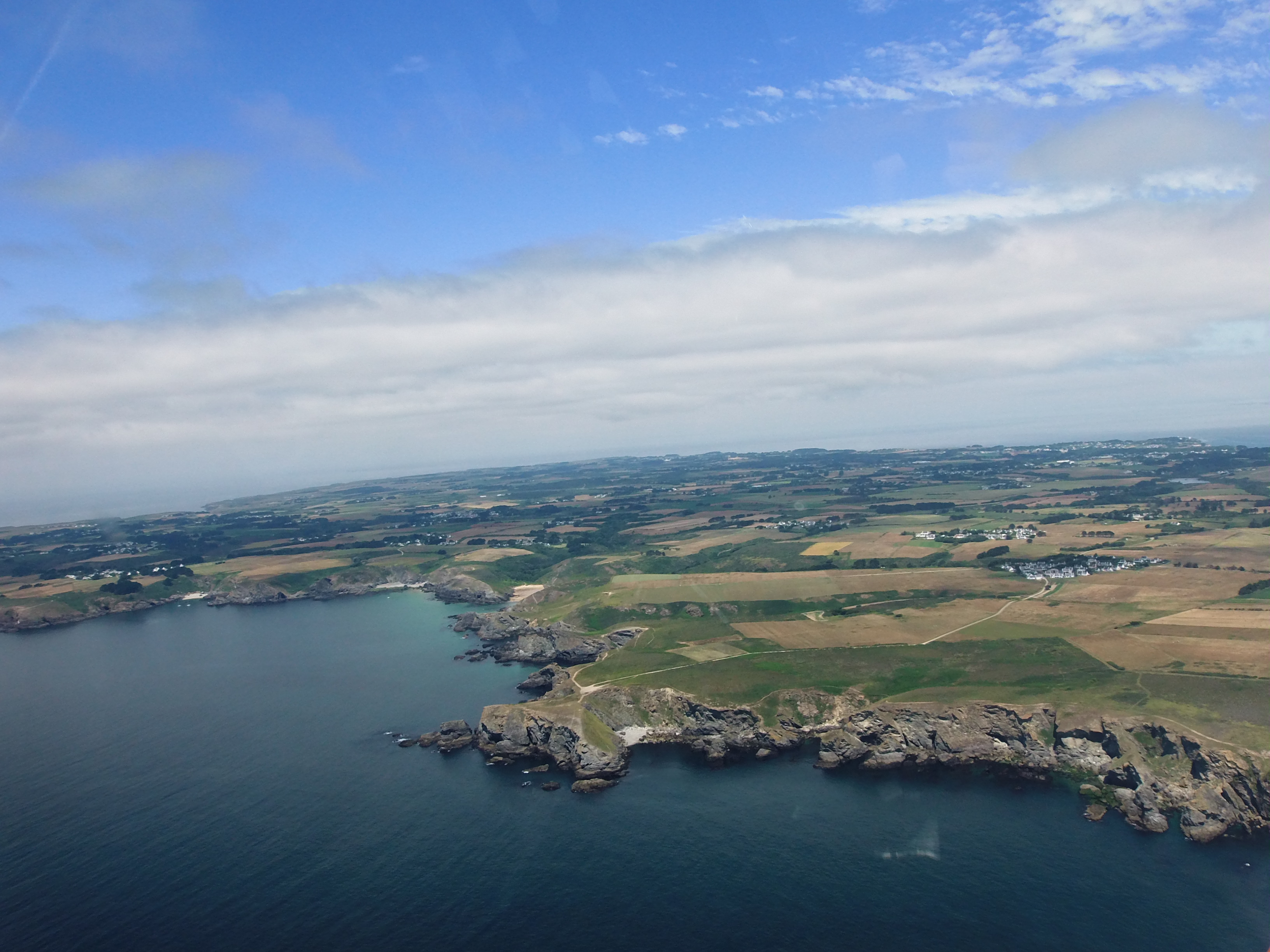
Între Locmaria și Bangor
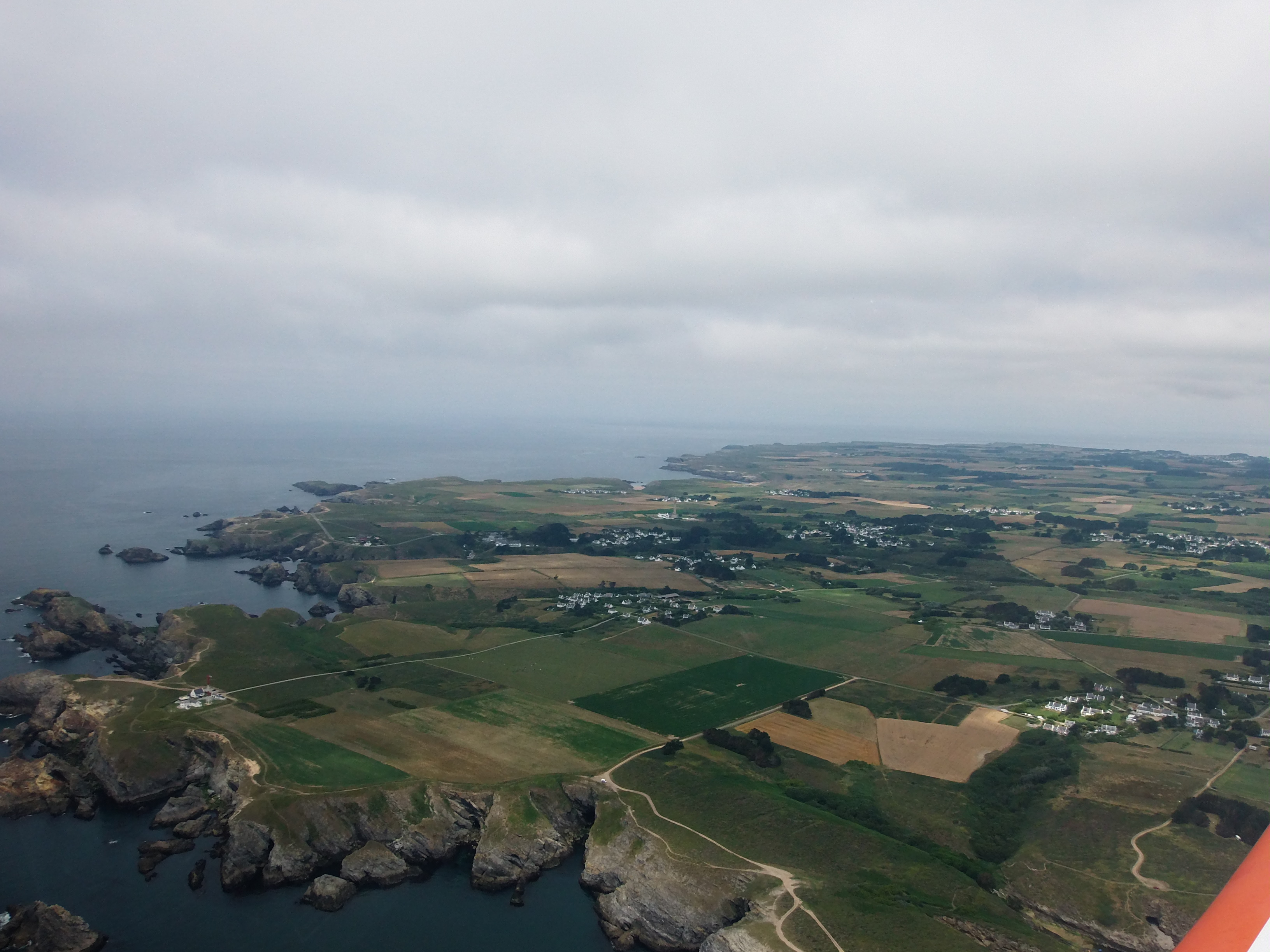
Bangor
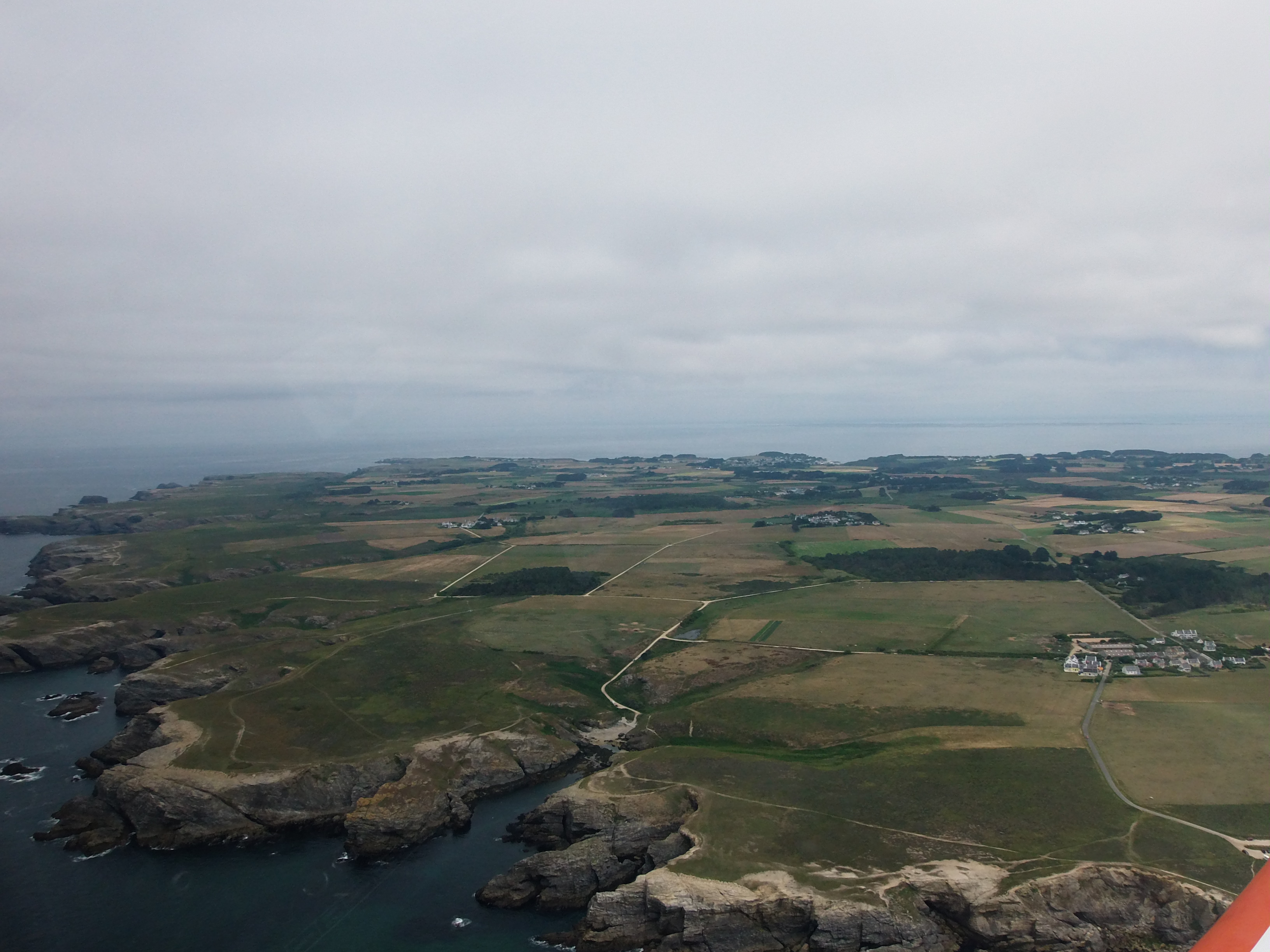
Sauzon
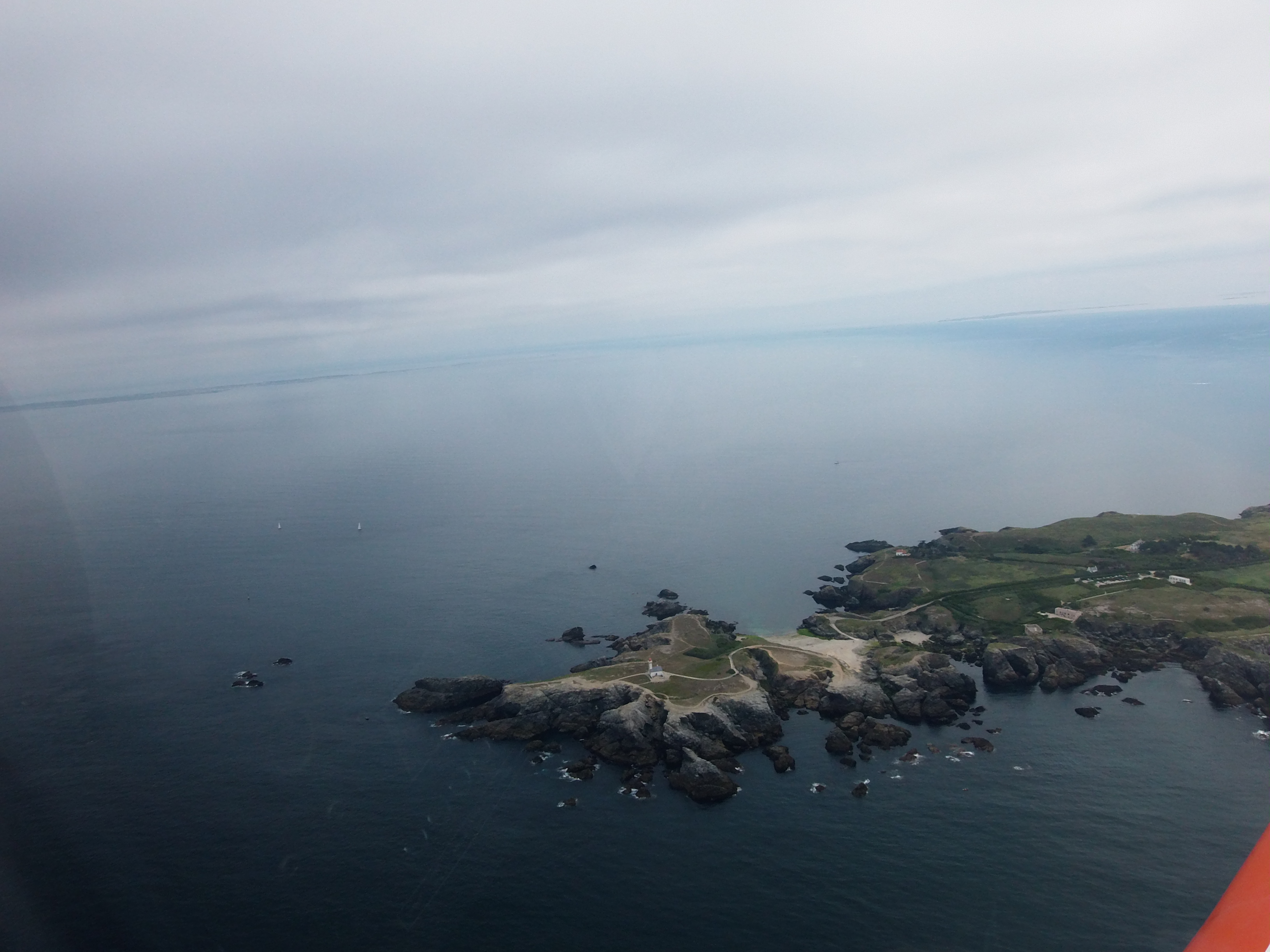
La pointe des poulains